# St. Peter und Paul (Bonndorf im Schwarzwald)
St. Peter und Paul ist die römisch-katholische Pfarrkirche von Bonndorf im Schwarzwald im baden-württembergischen Landkreis Waldshut. Die von Josef Berckmüller im von Heinrich Hübsch geprägten Rundbogenstil erbaute dreischiffige Pseudobasilika mit Fassadenturm und dreiseitig geschlossenem Chor ersetzte die 1842 niedergebrannte Klosterkirche an einem neuen Standort. Nach mehreren Planänderungen dauerte die Fertigstellung bis zum Jahr 1850. Die Kirchengemeinde war jedoch mit der Ausstattung unzufrieden, bis die Kirche ungefähr zwischen 1893 und 1900 von Franz Joseph Simmler grundlegend renoviert und ausgemalt wurde. Dieser Zustand des Kircheninneren wurde zwischen 1972 und 1974 restauriert.
Zusammen mit ihren Filialen Ebnet, Wellendingen und Wittlekofen gehört die Pfarrgemeinde zur Seelsorgeeinheit Bonndorf-Wutach im Dekanat Waldshut der Erzdiözese Freiburg.

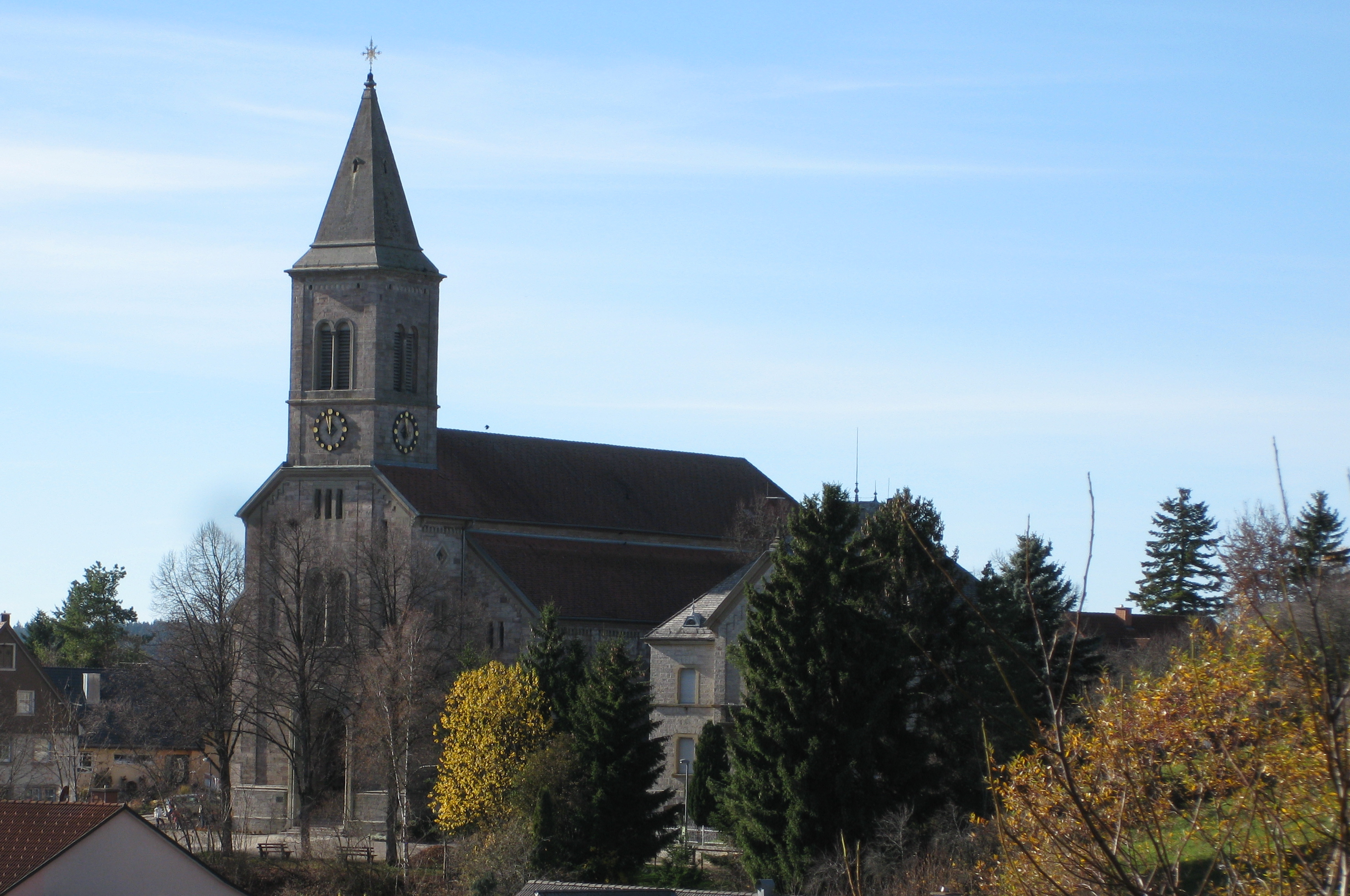
St. Peter und Paul vom Philosophenweg aus

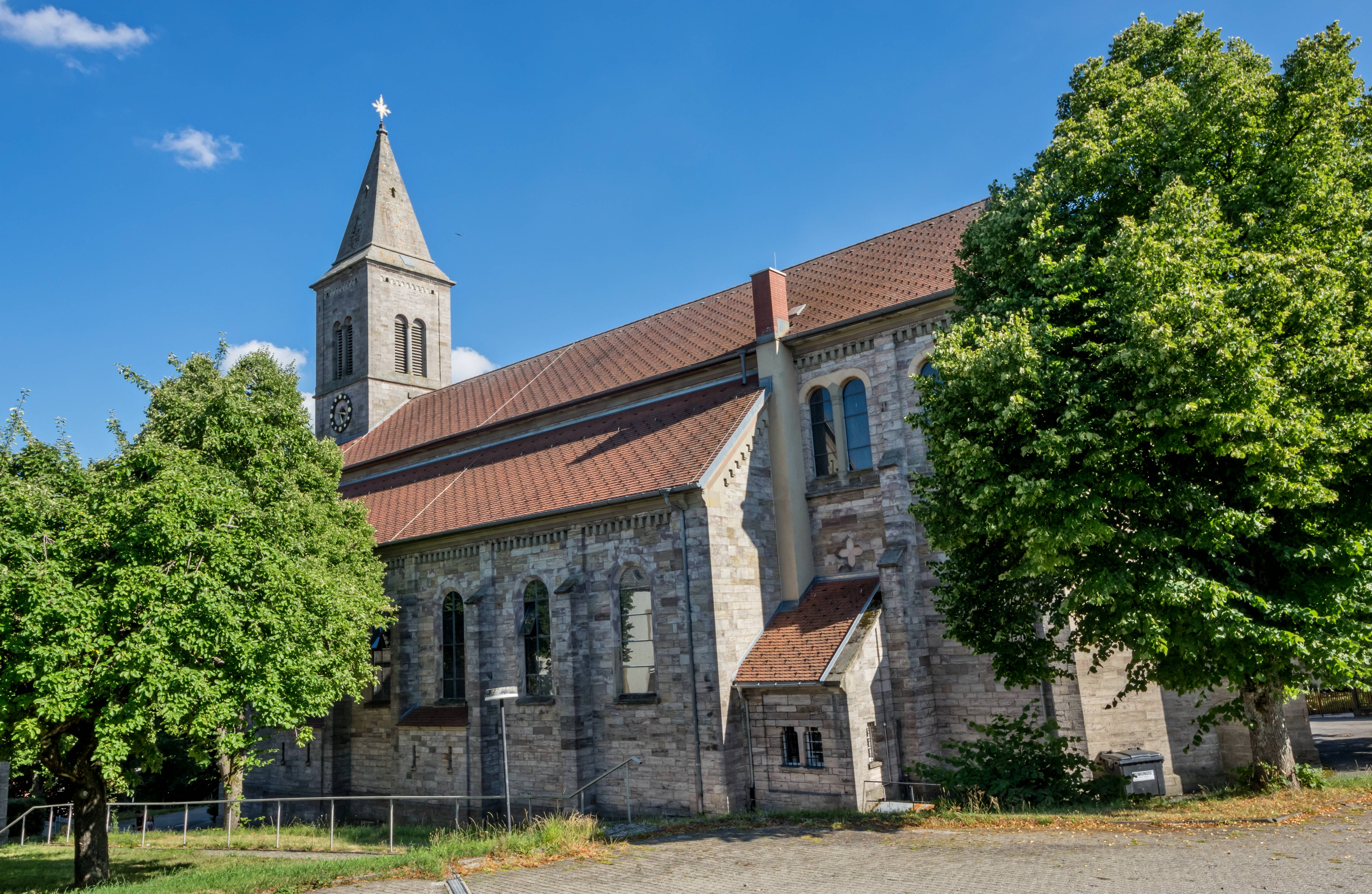
St. Peter und Paul von Nordwest

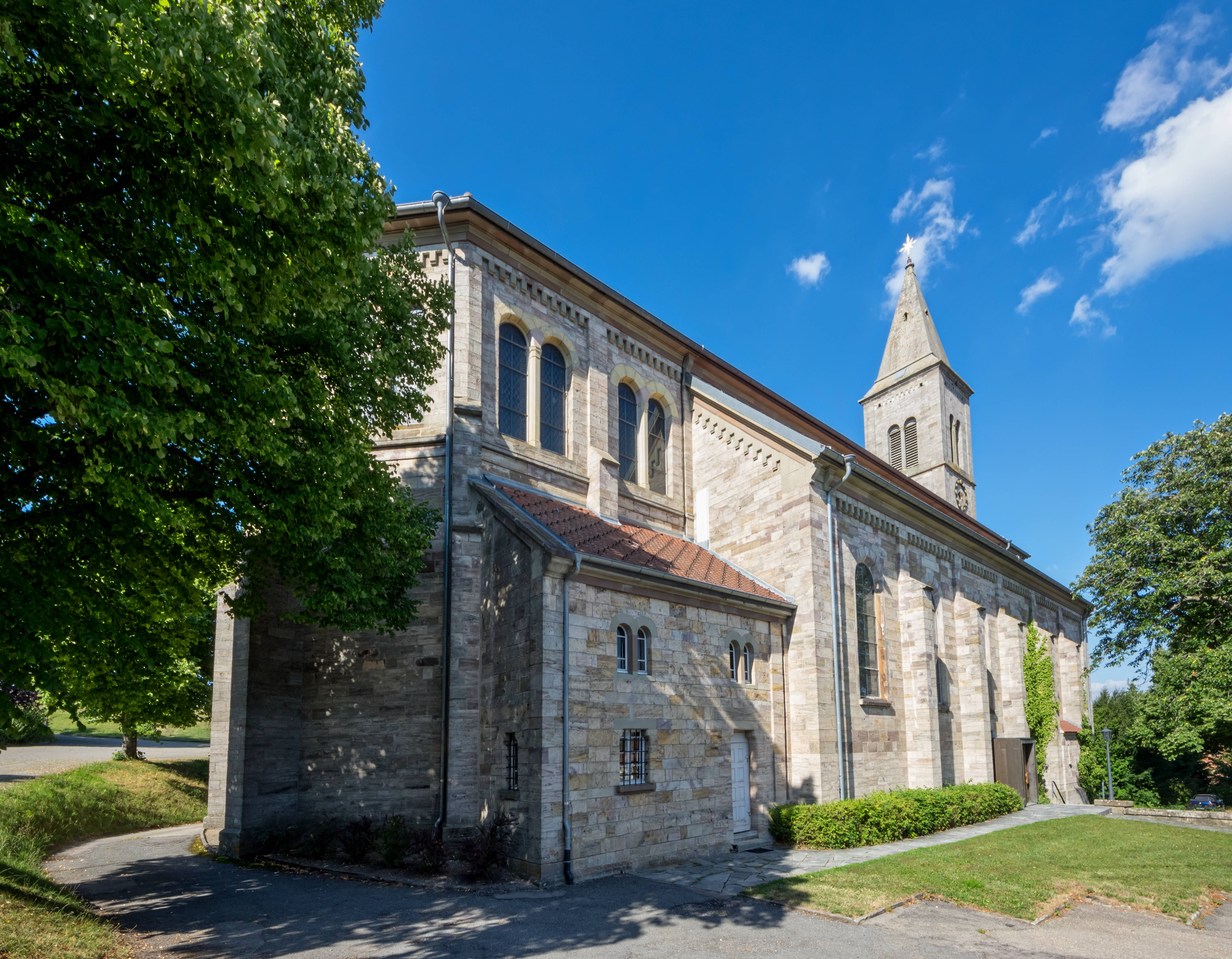
St. Peter und Paul von Südwest

## Pfarreigeschichte

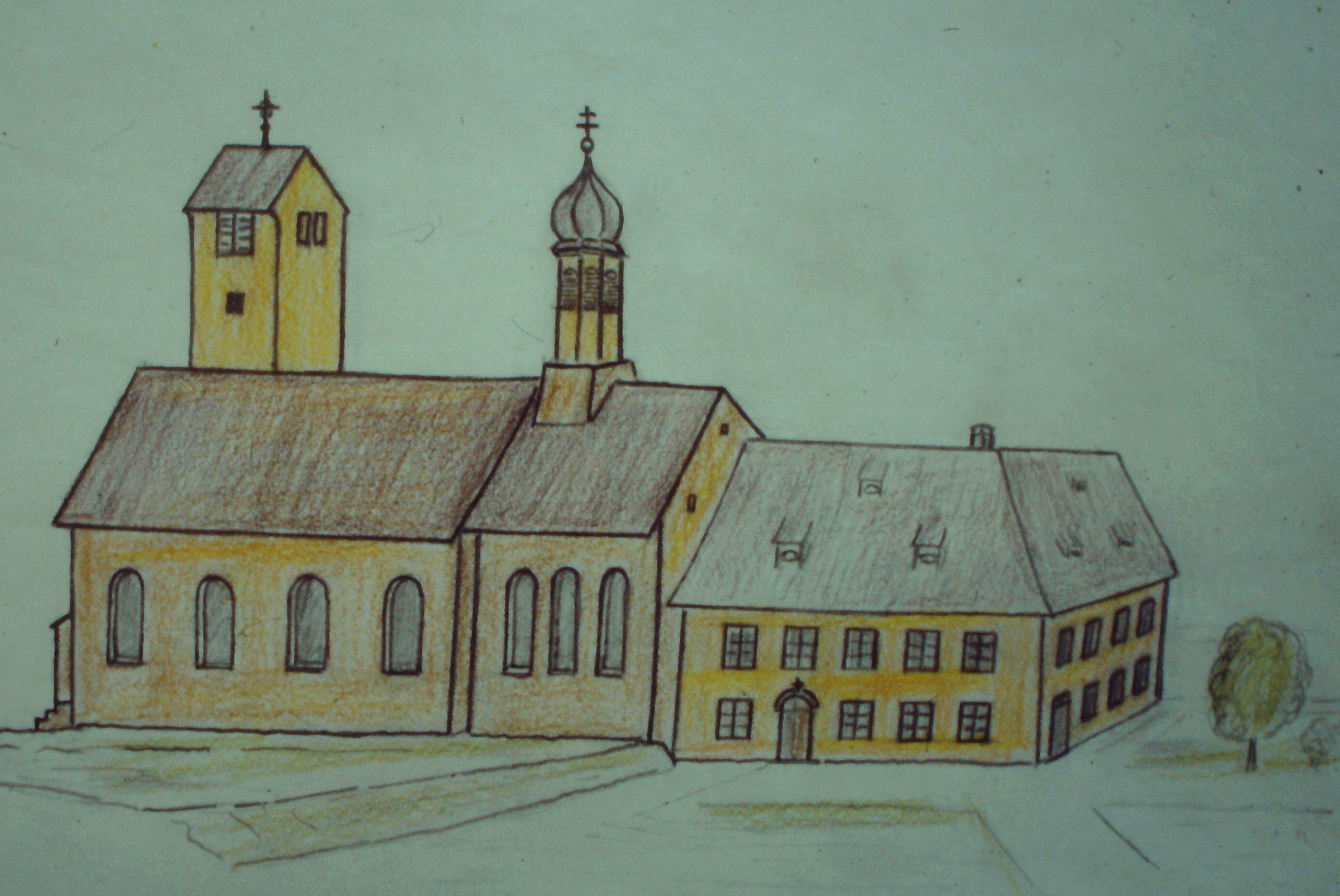
Kirche St. Peter und Paul mit ehemaligem Paulinerkloster um 1815 (im 20. Jahrhundert aus einer Zeichnung von Josef Köpfer abgemalt und vom Künstler nach eigenen Vorstellungen vervollständigt)

Der Ort wurde erstmals im Jahr 800 als „Pondorf“ erwähnt, die Pfarrei erst mit der Nennung eines Plebans 1223. Ende des 14. Jahrhunderts war die Pfarrei verwaist. 1402 gründete Rudolf von Wolfurt zusammen mit seiner Ehefrau Elisabeth von Krenkingen unter ausdrücklicher Zustimmung ihres Sohnes Wolf und des Schultheißen sowie des Rates ein Paulinerkloster, dem er die Pfarrkirche als Klosterkirche zur Inkorporation überließ. Die Pauliner stellten seitdem die Pfarrer. 1731 ist von einer Neuaufrichtung der Gebäude die Rede, bei der das Kloster St. Blasien, in dessen Besitz sich die Reichsherrschaft Bonndorf seit 1612 befand, Holz lieferte.
Mit der Säkularisation der kirchlichen Besitztümer 1806 kam Bonndorf zum Großherzogtum Baden und 1807 endete nach über 400 Jahren die Geschichte des Paulinerklosters. Die Klosterkirche wurde wieder Pfarrkirche, die Baupflicht ging auf das Großherzogtum über. Kirchlich kam Bonndorf 1821 vom Bistum Konstanz zum Erzbistum Freiburg.
Am Abend des 18. Juli 1842 brach in der Wohnung des Kirchenfondsverwalters ein Brand aus. Auch wenn eine windstille Nacht das Übergreifen des Feuers auf weitere Gebäude verhinderte, wurden sieben Privathäuser inklusive Scheunen und Stallungen, das Pfarrhaus sowie die ehemalige Klosterkirche zerstört.

## Baugeschichte
Nach der Säkularisation lag die Baupflicht beim Großherzogtum. Aus der Zeit um 1840 gab es einen Plan für eine neue Pfarrkirche am bisherigen Standort, der jedoch nach dem Brand nicht zur Ausführung kam. Stattdessen entwarf der Karlsruher Bauinspektor Friedrich Theodor Fischer einen neuen Plan, der im April 1844 genehmigt wurde. Die zuständige Bezirksbauinspektion Donaueschingen sah als örtlichen Bauleiter den Dienstverweser Georg Steinwarz vor. Nach einer Vorab-Beschwerde über ihn und seinen Gehilfen seitens der Bonndorfer sowie der Bitte nach einer Ausnahme in der Wahl der Bauleitung löste die Badische Hofdomänenkammer das Bauprojekt im Mai 1844 aus dem Zuständigkeitsbereich der Bezirksbauinspektion Donaueschingen heraus und übertrug es Josef Berckmüller, einem der begabtesten Schüler Friedrich Weinbrenners. Der damalige Privatarchitekt und Baupraktikant Berckmüller behielt sich vor, die Pläne des Vorgängers abändern zu dürfen. Seine überarbeiteten Pläne wurden bereits am 17. Juli 1844 dem katholischen Oberkirchenrat überstellt und noch am selben Tag genehmigt. Berckmüller, der 1844 von St. Blasien nach Karlsruhe übersiedelt war, wurde dort am 19. Dezember 1844 Bezirksbaumeister und im April 1845 zusätzlich Militärbaumeister. Er war auch für die Polizeigeschäfte (Baugenehmigungen, Nachbarschaftsstreitigkeiten etc.) zuständig und füllte damit drei Ämter auf einmal aus.

### Bauplatzwechsel und weitere Verzögerungen
Zuerst war geplant, die Kirche am Platz des abgebrannten Vorgängerbaus zu errichten, den Berckmüller jedoch bereits im Juni 1845 nicht mehr nutzen wollte. Die begonnenen Fundamentierungsarbeiten hatten gezeigt, dass der Boden für die geplanten Dimensionen der Kirche ungeeignet war. Selbst die Vorgängerkirche hatte Risse und Sprünge gezeigt, deren Ursache im schlechten Baugrund vermutet worden war. Auf Anfrage Berckmüllers hatten sich Heinrich Hübsch, oberster badischer Baubeamter und als Kirchenarchitekt stilistisch prägend, sowie die Festungsbaumeister Georg Eberle und Major Mali negativ zum geplanten Bauplatz geäußert bzw. die Notwendigkeit teurerer Sicherungsmaßnahmen betont.
Wegen der vermutlich höheren Fundamentierungskosten, dem dennoch verbleibenden Risiko für den Kirchenbau sowie der drohenden zusätzlichen Verzögerung lehnte die Hofdomänenkammer in der Folge den geplanten Standort Anfang Juli 1845 ebenfalls ab. Zur Diskussion standen ein Platz im Osten am Viehmarktplatz und der heutige Standort oberhalb der Stadt („hinter dem Hause des Joseph Dobler“). Bis zum August 1845 hatte man sich auf den Bauplatz geeinigt. Den entscheidenden Ausschlag gaben die Gläubigen der Filialgemeinde Ebnet, die sich einstimmig für den letzteren und damit den für sie nächstliegenden Standort entschieden. Die Bonndorfer hätten den Viehmarktplatz bevorzugt, da er damals dem Ortszentrum näher lag.
Vermutlich musste Berckmüller seine Pläne an den neuen Standort anpassen, sodass die Grundsteinlegung erst am 7. Mai 1846 erfolgte. Zur Fundamentierung der neuen Kirche wurden die Steine der abgebrochenen Klosterkirchen-Ruine benutzt. Danach kamen die Steine aus einem Sandsteinbruch, der sich im Bereich des heutigen Sportplatzes befand. Neben der Standortproblematik und den zähfließenden Geldmitteln wird die Badische Revolution von 1848 „mit ihren ‚Demokratenwirren‘ und ‚Insurgentenaufständen‘“ als weiterer Grund für einen schleppenden Baufortschritt betrachtet. Im Revolutionsjahr kam der gebürtige Löffinger Franz Josef Bodenmüller aus Engen nach Bonndorf. Sein Vorgänger, Joseph Gerspacher, war 1838 von Oberbiederbach nach Bonndorf versetzt worden und hatte sich im Februar 1847 noch im Amt befunden. Gerspacher war 1838 dem Pfarrverweser Joseph Anton Heizmann gefolgt, der 1836 als Nachfolger für Dominikus Kuenzer nach Bonndorf versetzt worden war.
Im Dezember 1848 beklagte sich das Pfarramt bei der Großherzoglichen Domänenkammer über die Verzögerungen, während die Rohbauarbeiten inzwischen abgeschlossen waren. Eine weitere Beschwerde im Januar 1849 lässt vermuten, dass die Arbeiten komplett ruhten. Nach diesen Klagen kam es zu weiteren Fortschritten, sodass im selben Jahr erste Verhandlungen für Glocken und Orgeln geführt wurden und Berckmüller Altar und Taufstein entwarf. Vermutlich wurde die Kirche am 23. Mai 1850 übergeben, während die Arbeiten bis 15. Dezember weiterliefen. Ebenfalls 1850 wurde Hieronymus Schuler aus Engen als Pfarrer von Frickingen nach Bonndorf berufen und war damit der dritte Pfarrer, der am Kirchenneubau beteiligt war.

### Beschwerden nach Bauende

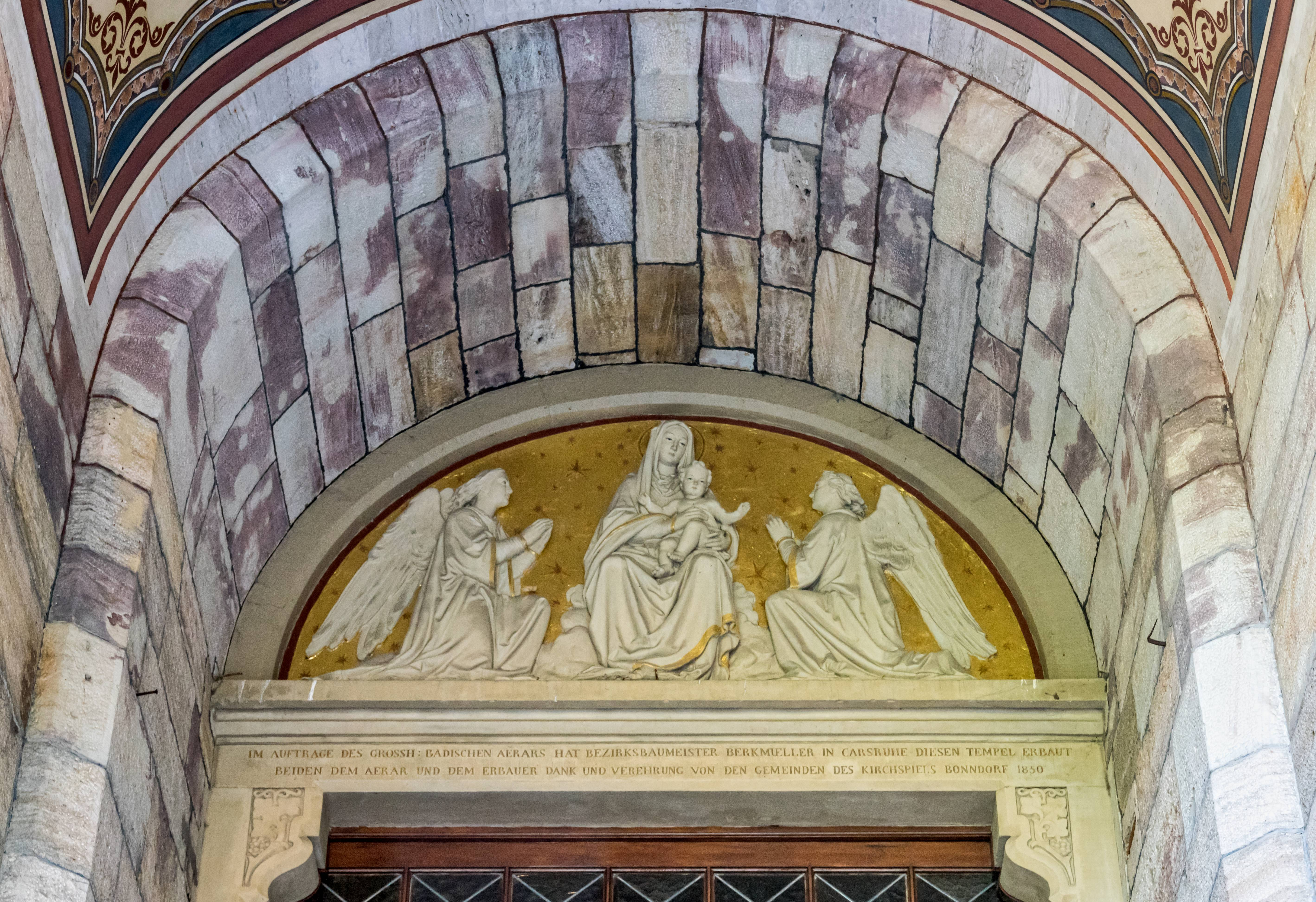
Maria mit Engeln über dem Haupteingang von Franz Xaver Reich

Das badische Finanzministerium beschäftigte sich in den folgenden Jahren mehrfach mit Beschwerden aus Bonndorf, da trotz Abschluss der Bauarbeiten die Ausstattung der Kirche nicht vollständig war. So fehlten im Jahr 1850 u. a. das Chorgestühl, eine Kommunionbank sowie ein Tabernakel (Letzteres für Spitzbart ein Indiz dafür, dass Berckmüllers Altarentwurf nie ausgeführt wurde). Im Juli 1858 übertrug das Ministerium den Innenausbau der Kirche Heinrich Hübsch, der seit 1826 Weinbrenners Nachfolger als Leiter der Karlsruher Bauschule und der aus ihr hervorgegangenen Polytechnischen Schule Karlsruhe war. Hübsch entwarf drei neue Altäre, zu denen Amalie Bensinger bis 1859 Gemälde schuf. Der Hauptaltar zeigte Christus mit den Apostelfürsten, die Seitenaltäre Maria (links) und Josef (rechts). Die Arbeiten wurden inzwischen wieder durch die Bezirksbauinspektion Donaueschingen betreut. Zudem beauftragte Hübsch den Hüfinger Bildhauer Franz Xaver Reich (1815–1881), der für die Turmvorhalle über dem Haupteingang eine Terrakotta-Madonna mit Engeln schuf. Die Kosten für Altäre und Relief beliefen sich auf 2422 Gulden.

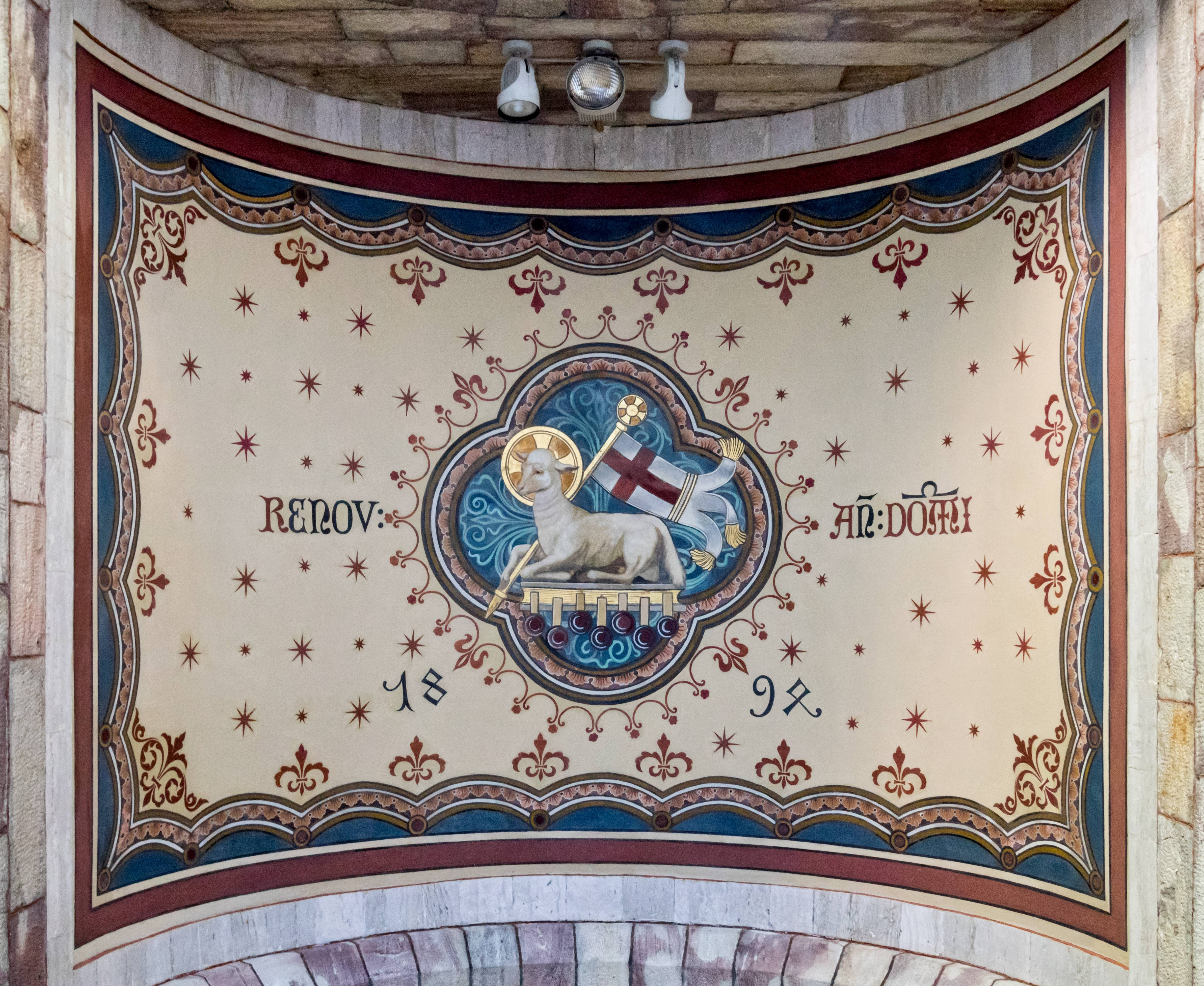
Osterlamm mit vermeintlichem Renovierungsjahr 1894

Im Gegensatz zum Relief Reichs sind die Altäre heute verschwunden; eine Generation später, im Historismus gegen Ende des Jahrhunderts, empfand man Berckmüllers und Hübschs nachklassizistische Formen als karg. Stadtpfarrer Fridolin Honold (1837–1900) setzte sich ab 1886 mit Denkschriften beim badischen Finanzministerium für eine neue Innenausstattung ein. Im selben Jahr schrieb er, dass er 3400 Mark für einen Hochaltar gesammelt habe, dieser jedoch 8000 Mark koste. Er beschrieb detailliert, wo er sich Ausmalungen, Statuen etc. vorstellen könnte. Die Großherzoglich Badische Domänendirektion bezeichnete Honolds Schilderungen des Kircheninneren als übertrieben und antwortete, dass das Domänenärar zur Anschaffung von Bildern, Statuen und ähnlichem nicht verpflichtet und schon gar nicht in der Lage sei. Maximal sei man zu einem neuen Innenanstrich bereit. Honold reagierte mit der Drohung, sich erneut an die Domänendirektion und gleichzeitig an den Großherzog und Staatsminister Turban zu wenden. Die Kirchenbehörde, an die er sich ebenfalls gewandt hatte, sah darin keine Erfolgsaussichten und empfahl, die Privatwohltätigkeit in Anspruch zu nehmen.
Ungefähr zwischen 1893 und 1900, kurz nachdem Bonndorf im Jahr 1891 das Stadtrecht verliehen worden war, entstand die heutige Innenausstattung, die komplett durch Privatspenden finanziert wurde. Sie geht auf den Bildhauer, Maler und Altarbauer Franz Joseph Simmler (1846–1926) zurück, der eine große Werkstatt für kirchliche Kunst in Offenburg betrieb. Entwürfe zum Chor der Bonndorfer Kirche hatte Simmler bereits im Frühjahr 1892 angefertigt. Für den Spätherbst 1894 prognostizierte Simmler im Mai des Jahres die Fertigstellung der Kirche „bis auf die Bilder der Schiffwand“. Jedoch wurden Kommunionbank, Chorstühle und Marienaltar erst im Jahr 1896 fertig. Dennoch berichtet eine Darstellung des Osterlamms auf dem Buch mit den sieben Siegeln und der Siegesfahne im Dachgewölbe der Turmvorhalle von einer Renovierung im Jahr 1894. Unmittelbar vor der Ausmalung und Ausstattung der Bonndorfer Kirche war Simmler mit den gleichen Aufgaben in der Bräunlinger Kirche Unsere Liebe Frau vom Berge Karmel betraut, die ebenfalls bis 1897 andauerten.

### Veränderungen im 20. Jahrhundert

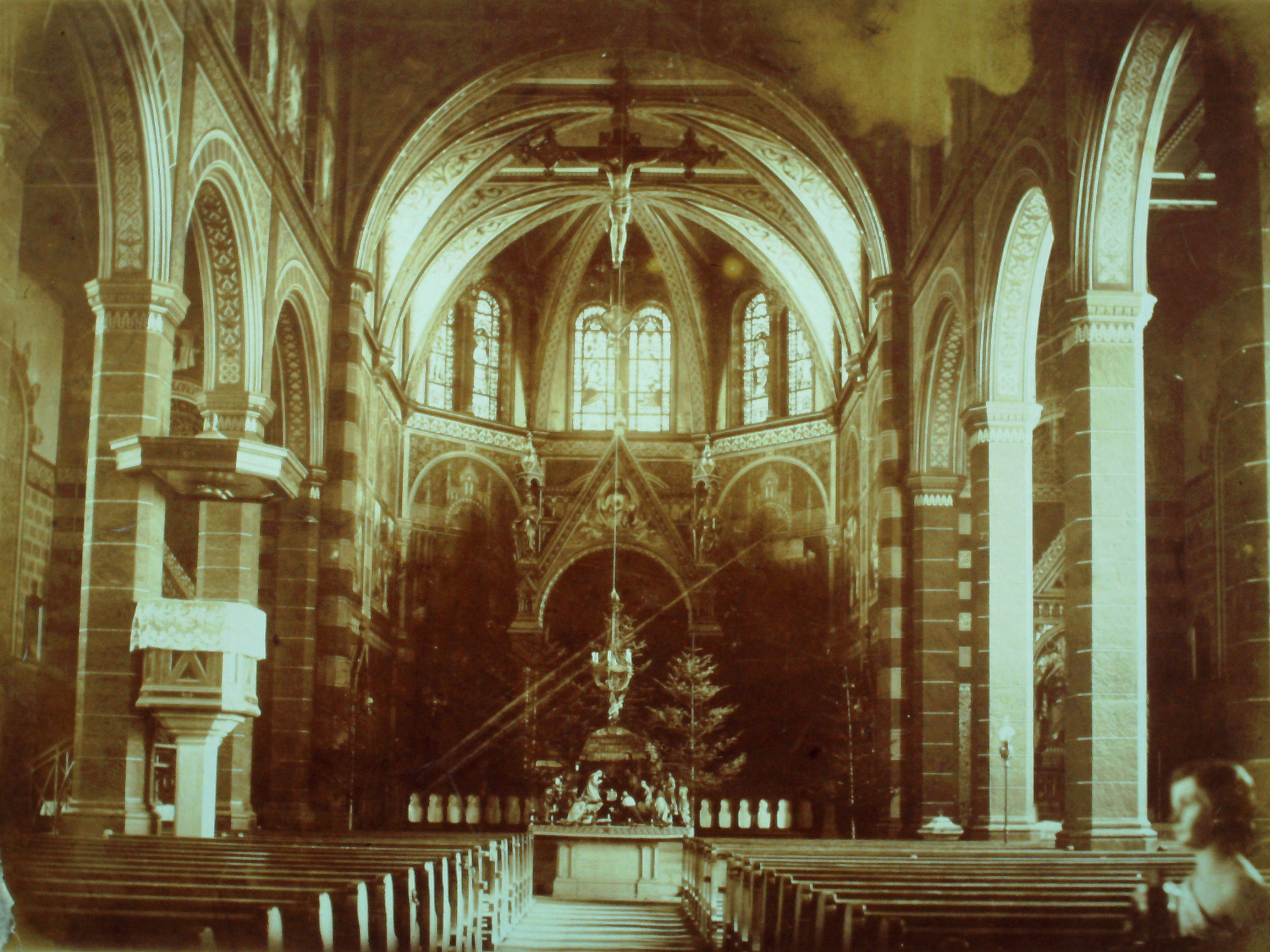
Weihnachtliche Kirche zur Zeit der Umgestaltung durch Simmler mit Gegenständen, die später verändert bzw. entfernt wurden: links die alte Kanzel, in der Mitte (hinter einer Krippe) die Kommunionbank, links darüber das Ewige Licht, rechts der Durchgang zur rechten Kirchentüre, der später mit Bänken besetzt wurde, sowie der alte Taufstein

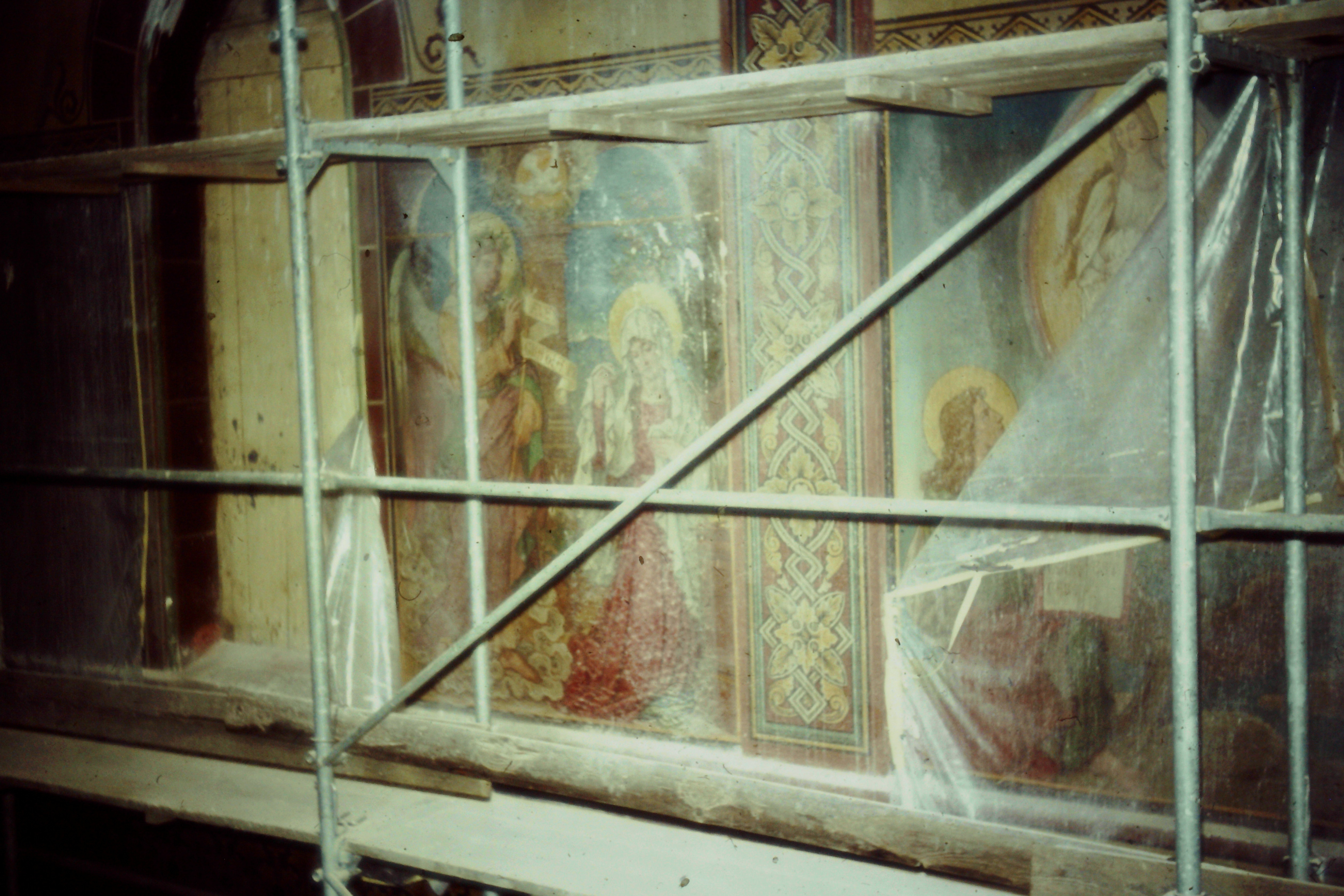
Restaurierung der Obergadenbilder in den 1970er-Jahren

Im Jahr 1902 wurde nördlich der Kirche das Pfarrhaus im gleichen Stil errichtet. Die Steine stammten aus dem Steinbruch, der bereits für den Bau der Kirche und den des dazwischen errichteten Amtsgefängnisses genutzt worden war. Ab 1907 wurde die ursprüngliche Kanzel durch eine größere mit vier Kirchenväter-Holzreliefs sowie einem neuen Schalldeckel ersetzt. Dies geschah durch die Gebrüder Moroder, die Simmlers Werkstatt übernommen hatten und bis 1911 auch einen neuen Taufstein fertigten. Nachdem in Bonndorf das Ende 1902 für 150.000 Goldmark (2025: ca. 1.230.000 Euro) genehmigte Elektrizitätswerk errichtet worden war, wurde die Kirche mit einem Kronleuchter in der Mitte des Hauptschiffes beleuchtet.
Im Jahr 1919 schuf die Bonndorfer Kirchengemeinde nach dem Einbau der Elektrizität und einer Koksheizung für Kirche und Sakristei mit der Finanzierung einen Präzedenzfall: Die Kirchengemeinde klagte, vertreten durch den katholischen Oberstiftungsrat in Karlsruhe, gegen das Finanzministerium, da dieses nach Auffassung der Gemeinde nach der Säkularisation die Pflicht hatte, auch Einzelbedürfnisse neuer Art zu befriedigen, in diesem Falle die Kosten der Heizung zu tragen. Nach drei Instanzen endete das Verfahren im Juli 1927 mit dem Bonndorfer Vergleich. Dieser besagt, dass der Fiskus nur zu 60 % für neuartige Bedürfnisse aufkommen muss. Der Bonndorfer Vergleich wurde bereits bei seiner Unterzeichnung auf eine Reihe weiterer Kirchen ausgeweitet, für deren Bedürfnisbefriedigung zuvor ein Kloster verantwortlich gewesen war.
Nach der Ausgestaltung durch Simmler, jedoch vor dem Zweiten Weltkrieg, wurden drei Beichtstühle jeweils zwischen zwei Strebepfeilern in der Außenwand angebracht. Einer davon ersetzte die rechte Seitentüre der Kirche. Der ehemalige Gang zu dieser Tür wurde mit Kirchenbänken besetzt.
In den 1960er Jahren wurde der Turm saniert. Auf Grund der 1963 im Zweiten Vatikanischen Konzil beschlossenen Liturgiereform wurde die nicht mehr benötigte Kanzel um eine Säule näher zum Altar verschoben und der Schalldeckel entfernt, um den Blick der Gemeinde zum Altar weniger zu verstellen. Die von Simmler zusammen mit dem Chorgestühl gefertigte Kommunionbank wurde aus dem Chorraum vor die Altarstufen unter den Chorbogen versetzt, um Platz für den neuen Zelebrationsaltar mit trapezförmigem Altarfuß zu schaffen. Zudem wurde ein Ambo aus Stahlrohren mit Holzverkleidung und auswechselbarem Stofftuch aufgestellt. Die Entscheidung, ob die teilweise verblichene Innenbemalung übermalt werden sollte, wurde durch den baupflichtigen Staat längere Zeit hinausgeschoben.
Erst in den Jahren 1972 bis 1974 wurde St. Peter und Paul umfassend restauriert. Dabei wurde die Quaderbemalung, die sich durch die Kirche zog, durch einfarbige, helle Flächen ersetzt. Neben hölzernem Zelebrationsaltar, Ambo, Chorgestühl und hölzernen Ministrantenhockern wurde ein neues Gestühl entworfen und angefertigt. Das unbrauchbar gewordene Vorgängergestühl war bereits neueren Datums als die Gesamtausstattung. Kommunionbank und Kanzel wurden entfernt. Während der Renovierungsphase stellte die evangelische Kirchengemeinde den Katholiken ihre Pauluskirche zur Verfügung, bevor sie in einer Prozession in ihre renovierte Kirche zurückkehren konnten. Ziemlich genau 100 Jahre zuvor war die neue evangelische Kirchengemeinde, damals noch Diasporagemeinde, in die Schlosskapelle gezogen. Dort verblieb sie, bis sie 1954 unter dem Läuten der Glocken der katholischen Kirche in ihre 1953 fertiggestellte Pauluskirche umziehen konnte, die damals noch kein eigenes Geläut hatte.

### 21. Jahrhundert
Im Jahr 1999 wurde das Dach neu gedeckt. Für 2014 war eine Erneuerung der Heizungsanlage geplant, wobei noch keine Entscheidung hinsichtlich des Heizungstyps gefallen war. Zwischenzeitlich hat das Unternehmen Solarcomplex AG in Bonndorf das zweite Nahwärmenetz installiert, an das auch die Kirche seit Dezember 2015 angeschlossen ist. Der bisherige Ölkessel wurde durch einen Wärmetauscher ersetzt, die Warmluftheizung aber beibehalten.

## Gebäude

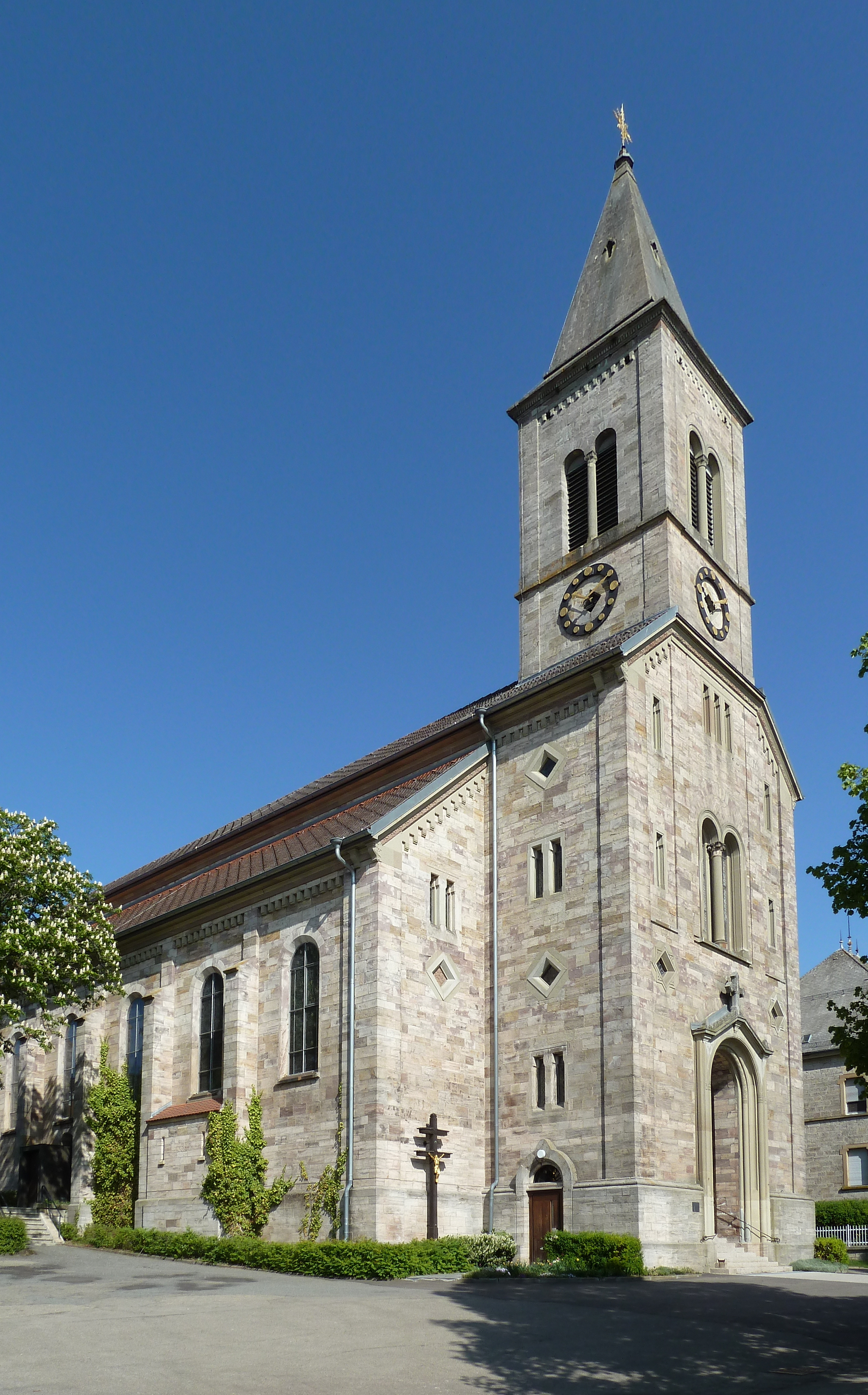
Fassadenturm und Langhaus

Eine Freitreppe führt vor die Fassade der „gewesteten“ Kirche auf einer Anhöhe oberhalb des Ortes. Die Turmfront der Kirche besteht aus einem unteren Block und einem aus zwei Freigeschossen gebildeten quadratischen Turm, der von einem steilen Pyramidenhelm bekrönt wird. Über dem rundbogigen Portal befindet sich in der von Lisenen gerahmten Fassade ein gekuppeltes Rundbogenfenster mit einer Mittelsäule, begleitet von hochrechteckigen Fenstern. Die seitlichen Teile des unteren Baublocks werden durch Dachschrägen des nach vorne verlängerten Mittelschiffsdaches bedeckt. Ihr von einem Zinnenfries gestütztes Ortganggesims ist horizontal über die Fassade weitergeführt. Auf Plänen vom August 1846, die sich im Generallandesarchiv Karlsruhe befinden, hat die Vorhalle Rundbogenfenster, die außerdem anders verteilt sind. Unterhalb der Uhr ist ein Balkon eingezeichnet. Unter dem Portal führt eine Steintreppe in das Turmuntergeschoss zur zweiflügligen Kassettentüre, die den Haupteingang bildet und über einen Windfang und eine gläserne Tür in das dreischiffige pseudobasilikale Langhaus führt.
Das Langhaus schließt sich an den Fassadenturm an. Schlichte Strebepfeiler markieren außen die Joche, die durch profillos in die Wand geschnittene Rundbogenfenster erhellt werden. Dachgesimse mit Zinnenfries ziehen sich um die Seitenschiffe mit ihren Pultdächern und den dreiseitig geschlossenen, mittelschiffbreiten Chor mit Sakristeianbauten. Das Mittelschiffsdach ist nur mittels eines Traufgesimses über die seitlichen Dächer erhoben. Insgesamt wird der Außenbau „bestimmt durch den um die Mitte des 19. Jahrhunderts beliebten präzisen und edlen Schnitt des Sichtsandsteins“.

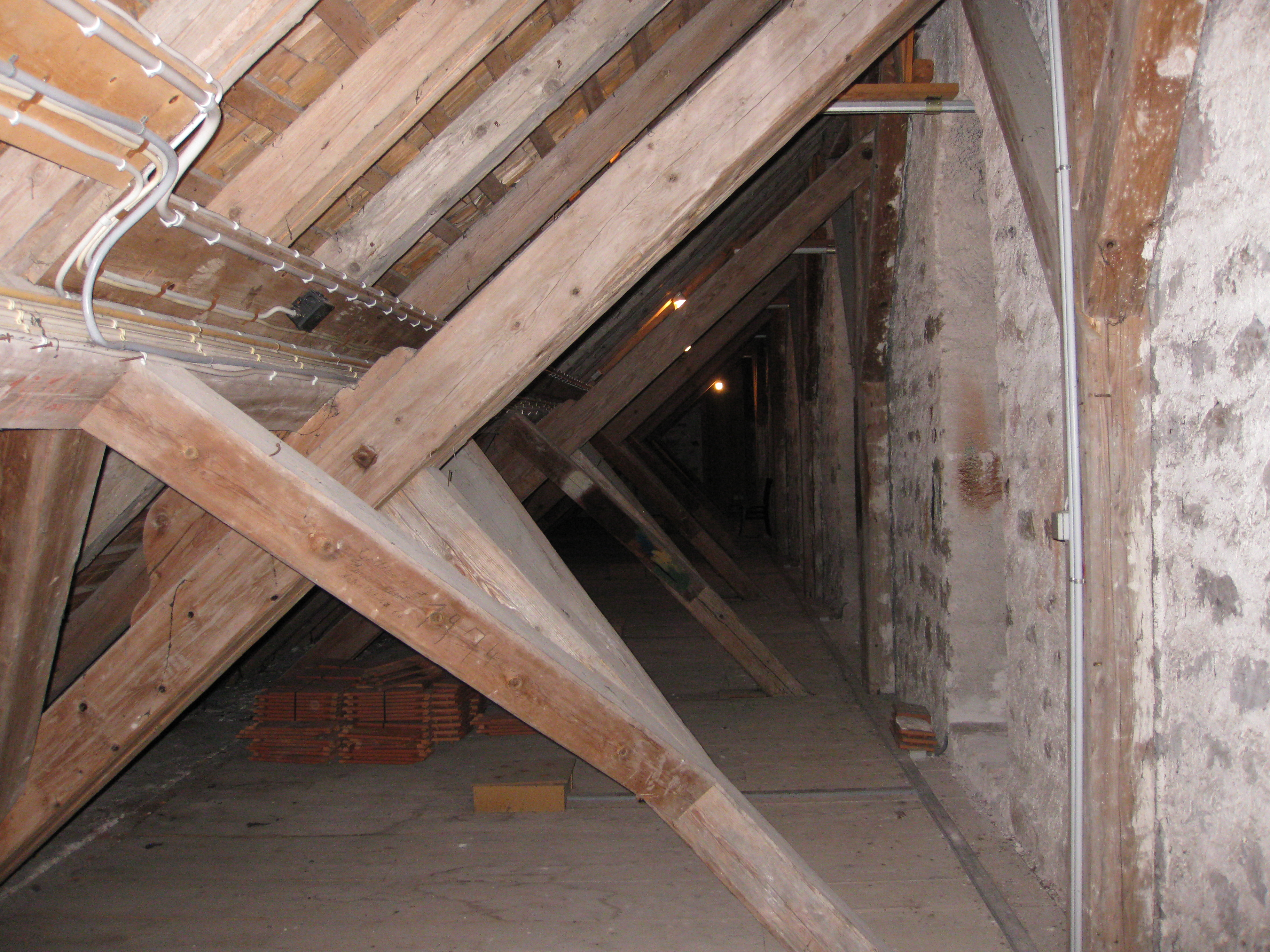
Obergadenfensteröffnung unterhalb des Seitenschiffdachs

Mittelschiff und Seitenschiffe sind flach gedeckt und durch Rundbogenarkaden auf Pfeilern von quadratischem Querschnitt mit abgeschrägten Ecken getrennt. Trotz der Ausführung als Pseudobasilika besitzt die Kirche innen an den Hochschiffwänden über einem Gesims jeweils sechs Öffnungen wie Obergadenfenster, die durch höheres Anschlagen der Seitenschiffdächer an die Obergadenwand überdeckt und bereits seit 1849 verbrettert sind. Diese die Fenster vertretenden Rundbogennischen mit Lisenen dazwischen sind ungewöhnlich für eine Pseudobasilika. Sowohl Honold und Simmler als auch Hans Jakob Wörner und seine Frau Judith (1975) gingen davon aus, dass Berckmüller eine Basilika mit befenstertem Mittelschiff geplant hatte und dieser Plan ohne ihn geändert wurde. Eine solche Planänderung in Abwesenheit des Architekten wird beispielsweise für die Alexanderkirche in Marbach am Neckar vermutet. Laut Joseph Sauer hatte die vermeintliche Planänderung u. a. einen statischen Grund: Die Seitenschiffdächer wurden steiler, ein Vorteil im Schwarzwald mit seinen schneereichen Wintern. Simmler schrieb an Honold, dass Berckmüller ja dieselbe Idee wie er gehabt hätte und forderte zur nachträglichen Planerfüllung auf, indem er Honold antrug, Lichtschächte in den Seitenschiffdächern anbringen und die Obergadenfenster durchbrechen zu lassen. Die These, dass die Pläne ohne ein Zutun von Berckmüller geändert worden waren, konnte Elisabeth Spitzbart jedoch entkräften: In Karlsruhe fand sie die bereits erwähnten, von Berckmüller eigenhändig entworfenen Pläne aus den Jahren 1846 bis 1849. Zusammen mit Spesenabrechnungen für Fahrten nach Bonndorf sieht sie darin den Nachweis, dass Berckmüller die Arbeiten bis zum Ende sorgfältig betreut hatte. In den Plänen sind die blinden Obergadenfenster nicht vorgesehen, dort ist die Hochwand des Mittelschiffs geschlossen. Weshalb Berckmüller die blinden Obergadenfenster tatsächlich eingebaut hatte, geriet bald in Vergessenheit. Im April 1858 schrieb das badische Finanzministerium, dass die Nischen angeblich zur Aufstellung von Apostelfiguren gedacht waren.
Ein rundbogiger Chorbogen führt in den Chor, den „eine Art technisiertes Kreuzrippengewölbe“ deckt. Die untere Fensterreihe im Chor war größer geplant, wurde aber mit kleineren kreuzförmigen Fenstern ausgeführt. Nach einem Vorschlag Simmlers aus dem Jahr 1892 wurden sie jedoch zugunsten einer größeren Malfläche zugemauert. Von außen sind die Umrisse dieser Fenster noch zu sehen. Zwei der Fenster wurden jedoch nicht vermauert: Sie zeigen vom Chor in den Dachboden des südlichen Sakristei-Anbaus, der, glaubt man den Berckmüller’schen Plänen von 1847, vor der Ausmalung durch Simmler, aber nach Fertigstellung durch Berckmüller, nachträglich aufgestockt worden sein dürfte.
Die Kirche ist 38 Meter lang, 18,25 Meter breit und 14,5 Meter hoch. Sie bietet 400 Sitz- und 200 zusätzliche Stehplätze.

## Ausstattung
Das Innere wird bestimmt durch die Ausmalung Franz Simmlers, deren Details der tiefen satten Farbtöne wegen und mangels Licht – eine Folge des Fehlens von Obergadenfenstern – schwer zu erkennen sind. Wo die Bemalung mit Ölwachsfarben nicht figürlich ist, nehmen Ornamente, gotisierende Ranken, Palmetten, Mäander und Rundbogen große Flächen ein. Auch die Decke mit schweren Querbrettern und feineren Längsstäben ist in Hauptschiff und Seitenschiffen ornamental bemalt.

### Chor

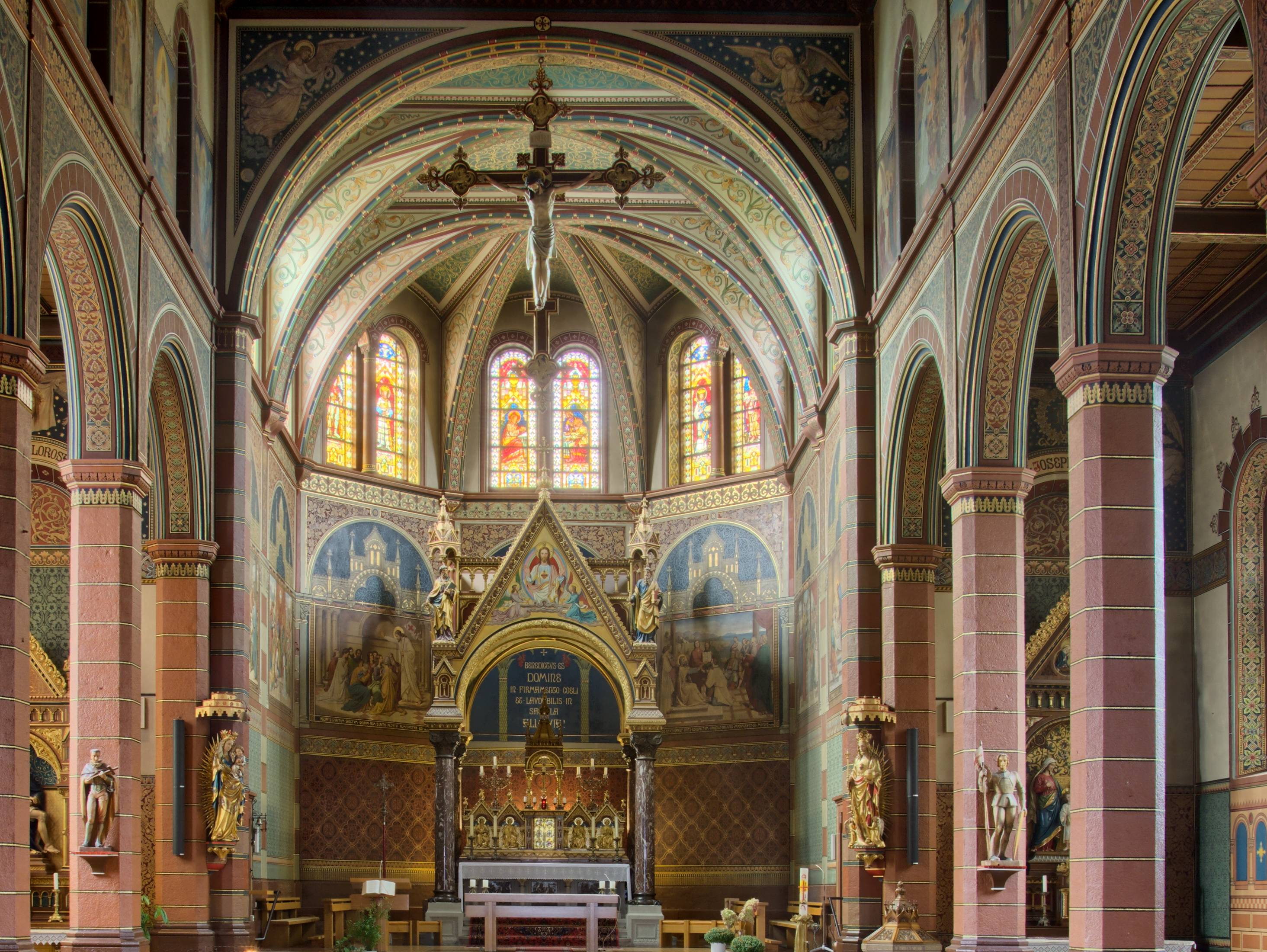
Chor

Am Eingang des Chors befinden sich gefasste Holzfiguren: auf der linken Seite des Chorbogens Maria mit Kind, die 1935 von Bernhard Morath gestiftet wurde, auf der rechten Christkönig.
Im Chorbogen hängt ein Triumphkreuz aus der zweiten Hälfte des 19. Jahrhunderts, das Anklänge an romanische und gotische Kruzifixe aufweist. Wie in der Romanik wird Christus als König dargestellt. Er trägt einen Heiligenschein und wird auf Gemälden der Bogenwand von zwei Engeln flankiert, die Zepter, Reichsapfel und eine Krone in ihren Händen halten. An den Kreuzenden sind die Evangelistensymbole als Reliefs angebracht. Andererseits wird Christus mit seiner Dornenkrone und in Gestalt des Dreinageltypus als Leidender gezeigt, wie es erst in der Gotik geschah.
Der Chor hat sieben Zwillingsfenster, von denen die mittleren drei figürlich gestaltet sind. Hinter dem Hochaltar ist eine zweiteilige Emmausszene zu sehen. Das Zwillingsfenster links davon zeigt Bernhard von Baden und Kaiser Heinrich II., rechts König Ludwig IX. und Johannes den Täufer. Die übrigen vier äußeren Zwillingsfenster haben lediglich Ornamentränder. Dies deckt sich mit Simmlers Empfehlung aus dem Jahr 1892: „Glasmalereien würde ich nur im Chore und nur die vom Schiff aus sichtbaren Fenster anbringen lassen.“ Zudem empfahl er die Verwendung von Kathedralglas. Die Fenster wurden 1894 von Helmle & Merzweiler in Freiburg ausgeführt.
Den Schlussstein des Chorgewölbes ziert das Wappen von Papst Leo XIII., in dessen Amtszeit von 1878 bis 1903 die Simmlersche Innenausstattung fiel.

#### Hochaltar

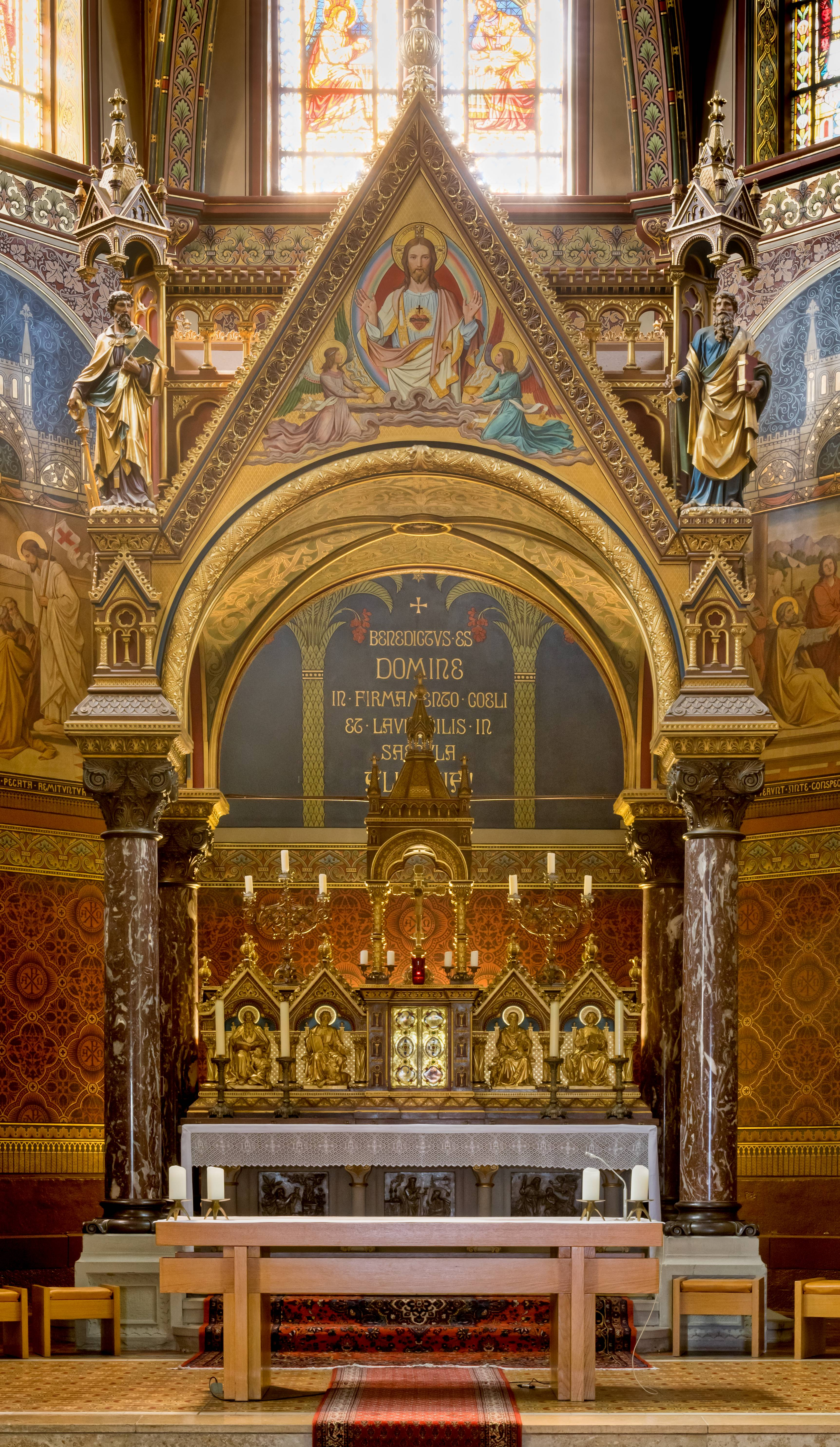
Hochaltar

Der 1896 konsekrierte Hochaltar besteht aus vier Säulen mit byzantinisierenden Bronzekapitellen um den Altartisch und Tabernakel aus vergoldeter Bronze. Die Säulen bestehen aus poliertem rotem fossilreichem Kalkstein. Simmler kündigte Honold das Säulenmaterial als roten Marmor an, eine Bezeichnung, die in seiner Branche üblich war, aus geologischer Sicht jedoch meist unzutreffend ist. Aus Porphyr, wie Wörner und Wörner ein Jahr später angeben, wurden die Säulen definitiv nicht gefertigt. Solche Vulkangesteine enthalten im Gegensatz zu Sedimentgesteinen wie Kalkstein keine Fossilien.
Im Antependium befinden sich drei Bronzetafeln mit Opferszenen aus dem Alten Testament: Abel opfert ein Lamm, Melchisedek bei der Begegnung mit Abraham Brot und Wein, und Abraham will seinen Sohn Isaak als Opfer darbringen. Der Tabernakel wird von Reliefs der vier Evangelisten flankiert. Die Säulen tragen als Ziborium einen Baldachin mit einem Wimperg. Auf dem Goldgrund der Stirnseite des Wimpergs ist eine Herz-Jesu-Darstellung vor einer Mandorla flankiert von zwei Engeln mit Weihrauchgefäßen zu sehen. An der linken Seite befindet sich eine Darstellung von Thomas von Aquin in Dominikanertracht und mit einem Buch, das auf seinen Hymnus Tantum ergo verweist. Auf der rechten ist die heilige Barbara mit Kelch, Hostie, Krone und Märtyrerpalme abgebildet. Zu beiden Seiten des Baldachins stehen unter eigenen Baldachinen die Kirchenpatrone Petrus und Paulus.
Zur Kompensation von Mehrkosten für die Säulen schlug Simmler Pfarrer Honold vor, die Steinmensa auf der Rückseite des Altars und den hinteren Giebel des Baldachins einfacher zu gestalten. Nach Simmlers Angaben hätte die Herstellung der vom erzbischöflichen Baudirektor Max Meckel im Vertrag verlangten gegossenen Bronzekapitelle und der polierten Granitstufen 6000 Mark (2025: ca. 51.000 Euro) gekostet. Stattdessen setzte Simmler auf Kapitelle aus Galvanoplastik mit Holz- oder Metallkern und auf Steinstufen. Sowohl die Firma Simmler & Venator als auch Max Meckel legten den Bonndorfer Altarentwurf in den folgenden Jahren auch für andere Kirchen zu Grunde. Simmler bezeichnete den Altar als „sehr reich“ und hoffte, „dass es der schönste Ciboriumsaltar“ werden würde.
Nachdem im Zuge der Renovierung in den 1970er-Jahren der Ausleger der von Simmler & Venator gefertigten Ampel für das Ewige Licht verloren gegangen war, stand die Öllampe nunmehr direkt auf dem Tabernakel. An der Wand links vom Altar ist noch die Wandbefestigung des Auslegers zu sehen. 2024 wurde die restaurierte Ampel mittig im Chorraum aufgehängt.

#### Wandmalerei

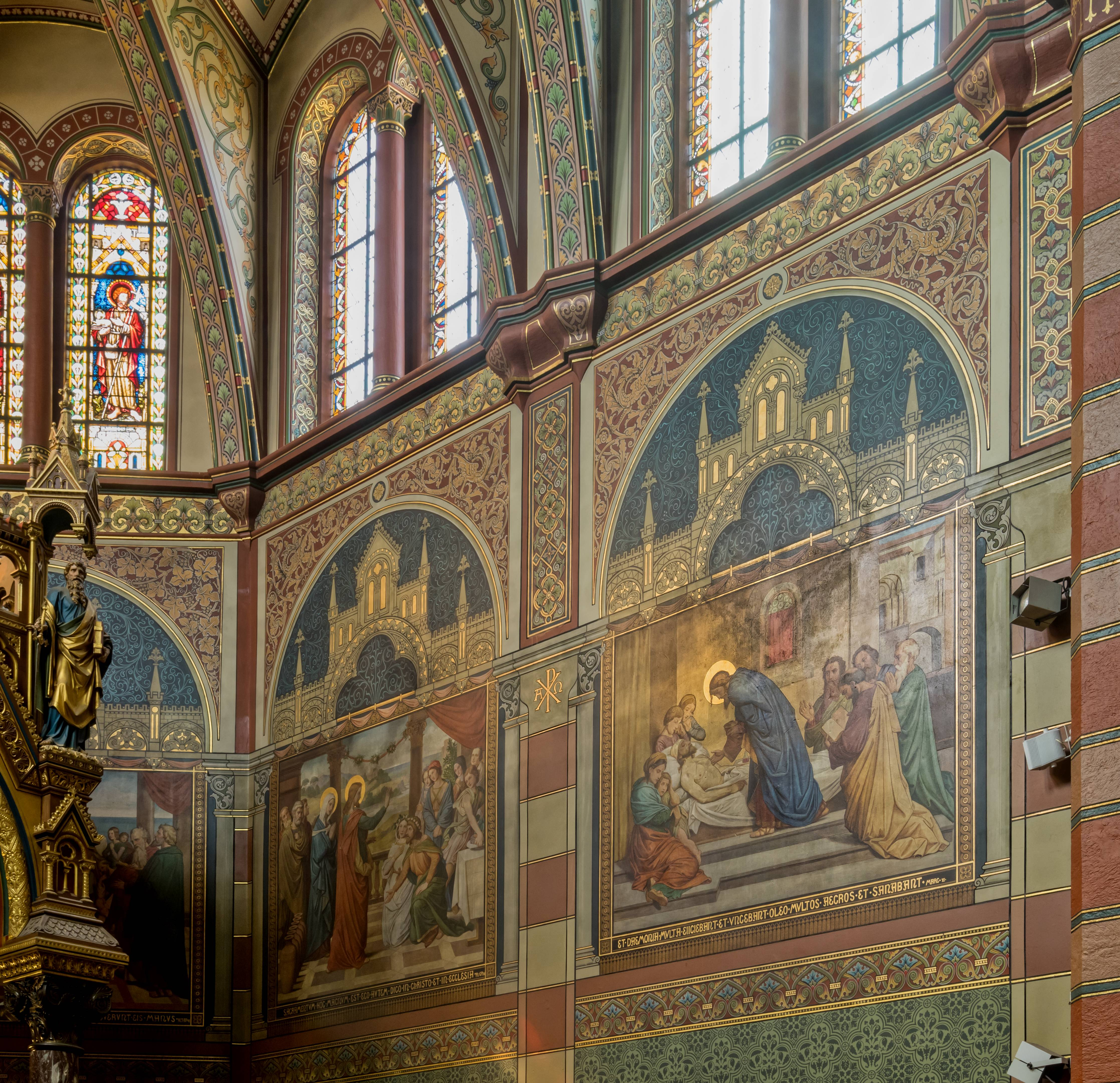
Sakramentszenen rechts vom Altar: Ehe und Krankensalbung

Die Wände des Chors zeigen Bilder zu sechs der sieben Sakramente:
- links zur Taufe (Mt 28,19 EU), zur Firmung (Apg 8,17 EU) und zum Bußsakrament (Joh 20,22–23 EU),
- rechts zur Priesterweihe (Apg 6,6 EU), zur Ehe (Eph 5,31–32 EU) und zur Krankensalbung (Mk 6,13 EU)

Zu den Sakramentsszenen schrieb Simmler an Pfarrer Honold: „Für die Bilder habe ich sehr schöne Motive mir kürzlich gekauft: ‚Die sieben Sakraments von Overbeck, Szenen aus dem Leben Jesu und der Apostel, welche ganz dazu geeignet sind.‘“ Oberbeck hatte den Tapisserie-Zyklus ab 1847 ursprünglich für den Dom von Orvieto entworfen, den Auftrag jedoch nicht erhalten. Simmler muss im Besitz einer der damals weitverbreiteten Holzschnitt-Ausgaben dieser Entwürfe von August Gaber gewesen sein, die zudem Erläuterungen Overbecks enthalten. Jedes Gemälde auf lapislazuliblauem Grund wird überhöht von einem Halbkreis mit einem byzantinisierenden Baldachin. Die von Overbeck hervorgehobenen „Randverzierungen nach Art der Rafaelschen Tapeten, in welchen die kirchliche Lehre über die Sacramente durch Zusammenstellung des Vorbildlichen aus dem alten Testamente anschaulich gemacht wird“, führte Simmler jedoch nicht aus.
Das siebente Sakrament, die Eucharistie, wird nicht durch ein Gemälde repräsentiert, sondern durch den Ziborienaltar, an dem die Eucharistiefeier vollzogen wird. Passend dazu ist im Zwillingsfenster über dem Altar das Abendmahl Jesu mit den zwei Jüngern in Emmaus dargestellt. Die Chorwand hinter dem Altar trägt einen Bibelvers aus dem Graduale vom Fest der allerheiligsten Dreifaltigkeit : „BENEDICTVS ES DOMINE IN FIRMAMENTO COELI ET LAVDABILIS IN SAECVLA ALLELVIA“ (Gepriesen bist Du, Herr, droben in der Feste des Himmels und lobwürdig in Ewigkeit Alleluja) Dan 3,56 .

### Mittelschiff

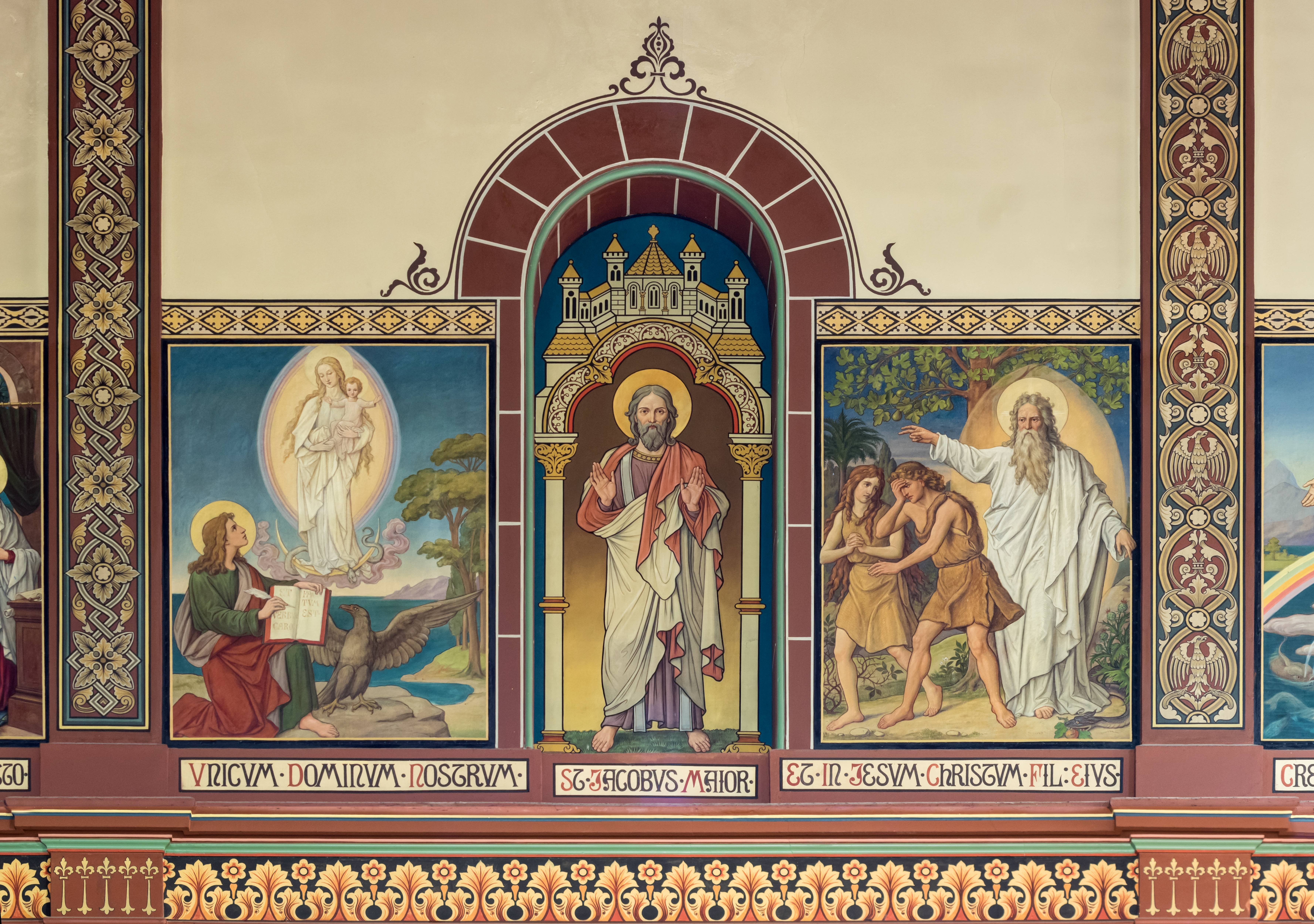
Ausschnitt aus dem Bilderfries in den Obergaden

Der Taufstein zwischen dem rechten Ende des Chorbogens und dem rechten Seitenaltar hat eine hölzerne Abdeckung. Auf seinem achtseitigen Rand ist in Anlehnung an Mt 28,19  geschrieben: „GEHT·HINAUS – IN·ALLE·WELT – LEHRET·ALLE·VÖLKER – U·TAUFET·SIE·IM – NAMEN·DES·VATERS – U·DES·SOHNES – U·DES·HL·GEISTES “. In einer Ecke des Fußes steht: „LARCHI 22.9.11“.

#### Obergadenbilder
Auf Höhe der Rundbogennischen zieht sich über die Hochschiffwände ein Bilderfries. In die zwölf Nischen malte Simmler Figuren, die darin zu stehen scheinen. In den acht inneren Nischen sind Apostel zu sehen, wobei auf die am Hochaltar dargestellten Kirchenpatrone Petrus und Paulus bewusst verzichtet wurde. An den vier Eckpunkten, also am Übergang zu Chor und Rückwand, folgen die vier Evangelisten mit ihren Symbolen in der Reihenfolge ihrer Evangelien: vorn links Matthäus mit dem geflügelten Menschen, hinten links Markus mit dem Löwen, hinten rechts Lukas mit dem Stier und vorne rechts Johannes mit dem Adler.
Unter den Figuren stehen ihre Namen. Diese unterbrechen jeweils einen der zwölf Glaubenssätze des Wortlauts des Apostolischen Glaubensbekenntnisses. Das Glaubensbekenntnis beginnt mit dem „CREDO IN DEVM PATREM OMNIPOTENTEM“ am Chorbogen links. Dann setzt sich das Credo an der Südwand bis zum „DEI PATRIS OMNIPOTENTIS“ an der Orgelempore fort, geht auf der Gegenseite an der Orgelempore mit „INDE VENTVRVS EST IVDICARE“ und an der Nordwand weiter und endet am Chorbogen rechts mit „AMEN“. Darüber visualisierte Simmler den Text mit hochrechteckigen Bibelszenen rechts und links der Rundbogennischen. Lediglich über dem „DEI PATRIS OMNIPOTENTIS“ und dem „INDE VENTVRVS EST IVDICARE“, am Ende der Hochschiffwände, finden sich keine Bilder: Diese Schriftzüge verlaufen an der Wand, parallel zur Seite des Orgelprospekts, der die Sicht auf die Bilder behindern würde.
Honold und Simmler haben mit dieser Darstellung die biblische Fundierung des Glaubensbekenntnisses sinnfällig gemacht. Da die Teile des Credos nicht nur acht Aposteln, sondern auch den vier Evangelisten zugeordnet sind, handelt es sich nicht um ein Apostelcredo.
| Bild          | Motiv | Unterschrift                         | Übersetzung                                            | Apostel             |
| ------------- | --- | ------------------------------------ | ------------------------------------------------------ | ------------------- |
|               | Gott erschafft die Gestirne | CREDO IN DEVM PATREM OMNIPOTENTEM    | Ich glaube an Gott, den Vater, den Allmächtigen,       | Matthäus            |
|               | Gott erschafft die Lebewesen | CREATOREM COELI ET TERRAE            | den Schöpfer des Himmels und der Erde.                 | Matthäus            |
|               | Gott weist Adam und Eva nach dem Sündenfall aus dem Garten Eden (Gen 3,23 )                                                                           | ET IN JESVM CHRISTVM FILIVM EIVS     | Und an Jesus Christus, seinen eingeborenen Sohn,       | Jakobus der Ältere  |
|               | Johannes, dargestellt auf der Insel Patmos, zeigt auf einen Satz aus seinem Evangelium: ET VERBVM CARO FACTVM EST (Joh 1,14 )                         | VNICVM DOMINVM NOSTRVM               | unsern Herrn,                                          | Jakobus der Ältere  |
|               | Mariä Verkündigung | QVI CONCEPTVS EST DE SPIRITV SANCTO  | empfangen durch den Heiligen Geist,                    | Philippus           |
|               | Geburt Jesu | NATVS EX MARIA VIRGINE               | geboren von der Jungfrau Maria,                        | Philippus           |
|               | Christus wird gekreuzigt | PASSVS SVB PONTIO PILATO CRVCIFIXVS  | gelitten unter Pontius Pilatus, gekreuzigt,            | Bartholomäus        |
|               | Grablegung Christi | MORTVVS ET SEPVLTVS                  | gestorben und begraben,                                | Bartholomäus        |
|               | Abstieg Christi in die Unterwelt | DESCENDIT AD INFEROS TERTIA DIE      | hinabgestiegen in das Reich des Todes, am dritten Tage | Simon               |
|               | Maria Magdalena sieht das leere Grab und begegnet dem auferstandenen Christus (Noli me tangere)                                                       | RESVRREXIT A MORTVIS                 | auferstanden von den Toten,                            | Simon               |
|               | Jesus vor einer Mandorla, flankiert von zwei Engeln; einer hält das Buch des Lebens, in dem alle geretteten Glaubenden verzeichnet sind (Offb 20,15 ) | ASCENDIT AD COELOS SEDET AD DEXTERAM | aufgefahren in den Himmel; er sitzt zur Rechten        | Markus              |
| Orgelprospekt | | DEI PATRIS OMNIPOTENTIS              | Gottes, des allmächtigen Vaters                        | Markus              |
| Orgelprospekt | | INDE VENTVRVS EST IVDICARE           | von dort wird er kommen, zu richten                    | Lukas               |
|               | Jesus sitzt zur Rechten des Vaters, über ihnen der Heilige Geist                                                                                      | VIVOS ET MORTVOS                     | die Lebenden und die Toten.                            | Lukas               |
|               | Christus als Weltenrichter mit Maria und Johannes dem Täufer als Fürbitter (Deësis)                                                                   | CREDO IN                             | Ich glaube an                                          | Judas Thaddäus      |
|               | Herabkunft des Heiligen Geistes | SPIRITVM SANCTVM                     | den Heiligen Geist,                                    | Judas Thaddäus      |
|               | Die Apostel Petrus und Johannes rufen in Samaria auf Getaufte den Heiligen Geist herab (Apg 8,17 )                                                    | SANCTAM ECCLESIAM CATHOLICAM         | die heilige katholische Kirche,                        | Jakobus der Jüngere |
|               | Streitende, leidende und triumphierende Kirche | SANCTORVM COMMVNIONEM                | Gemeinschaft der Heiligen,                             | Jakobus der Jüngere |
|               | Christus treibt Dämonen aus | REMISSIONEM                          | Vergebung                                              | Thomas              |
|               | Schlüsselübergabe an Petrus (Mt 16,19 ) | PECCATORVM                           | der Sünden,                                            | Thomas              |
|               | Bei der Auferstehung der Toten scheidet der Erzengel Michael die Guten von den Bösen                                                                  | CARNIS                               | der Toten                                              | Andreas             |
|               | Ein Engel versieht die Gerechten mit einem Zeichen auf der Stirn (Offb 7 )                                                                            | RESVRRECTIONEM                       | Auferstehung                                           | Andreas             |
|               | Ein Engel mit Flammenschwert treibt die Verdammten in die Hölle                                                                                       | VITAM AETERNAM                       | und das ewige Leben.                                   | Johannes            |
|               | Ein Engel führt die Seligen zur Pforte des Paradieses                                                                                                 | AMEN                                 | Amen                                                   | Johannes            |

#### Statuen
An den Pfeilern des Langhauses stehen gefasste Holzdarstellungen von Einzelpersonen und Gruppen. Auf der mit Blick zum Altar gesehen rechten Seite beginnt die Reihe nach dem Eingang mit Bruder Konrad, der einem Jungen und einem Mädchen Brot reicht. Auf ihn folgt der heilige Joseph mit einer Axt als Attribut. Am nächsten Pfeiler steht Antonius von Padua mit dem Jesuskind auf dem Arm und am letzten der selige Bernhard von Baden mit einer Fahne und einem Schild mit dem badischen Wappen. Die linke Seite beginnt am Eingang mit Judas Thaddäus, der neben seiner Keule auch ein Medaillon mit dem Bild Jesu in Händen hält, ein Attribut, das mit der Abgarlegende in Verbindung steht. Neben ihm knien ein Mann und eine Frau mit gefalteten Händen, die ihn um Hilfe bitten, denn Thaddäus gilt als Retter in schwierigen Situationen. Es folgt die heilige Walburga mit einem Äbtissinnenstab in der rechten Hand und einem Buch und einem Ölfläschchen in der linken. Anschließend ist die heilige Theresia vom Kinde Jesu mit Rosen und einem Kreuz zu sehen und zuletzt der heilige Aloysius mit Kreuz und Degen.

### Seitenschiffe

#### Seitenaltäre
Die Seitenaltäre sind beide nach demselben Muster aufgebaut: An frühe Gotik erinnernde Säulchen tragen den Altartisch, über dem sich „ein mächtiger Aufbau in Form einer spätromanisch-byzantisierenden Wimperg-Aedikula, beiderseits von einer Dreiergruppe von Säulen getragen“, erhebt. Hinter den Altären befinden sich Rundbogennischen, die jeweils von einem Spruchband gekrönt werden. Rechnet man die Malereien über dem Spruchband ebenfalls zu den Altären, so reichen diese bis zur Decke.
Im Zentrum des linken Seitenaltars steht die Skulptur einer Pietà. Im Auszug ist in einem Relief Maria als Halbfigur mit erhobenen Armen dargestellt. Über ihrem Haupt halten zwei Hände eine Krone. Die Inschrift auf dem Spruchband lautet „SANCTA MATER DOLOROSA ORA PRO NOBIS!“ (Heilige Schmerzensmutter bitte für uns!). Über dem Altar sind Engel mit dem Schweißtuch der Veronika zu sehen. Wie in einem der Langhaus-Fenster zu lesen ist, wurde der Altar 1895 von Amalia Glunk gestiftet.
Die Hauptskulptur auf dem rechten Seitenaltar ist eine Darstellung der Heiligen Familie in Gestalt des Heiligen Wandels. Das Relief im Auszug zeigt Maria und Jesus, der Josef, seinen sterbenden Pflegevater, segnet. Das Spruchband bezieht sich ebenfalls auf die Heilige Familie: „JESUS MARIA ET JOSEPH SALVATE NOS AMEN“ (Jesus, Maria und Joseph rettet  uns. Amen). Die Engel über dem Heilige-Familie-Altar tragen einen Lilienkranz mit dem Jesus-Monogramm „IHS“. Am Altar befindet sich ein Täfelchen, das auf den Bildhauer Josef Eberle aus Überlingen hinweist. Jahr und Stifter werden in einem weiteren Fenster des Langhauses mit „1894“ und „F. Werner“ angegeben.

#### Wandmalerei

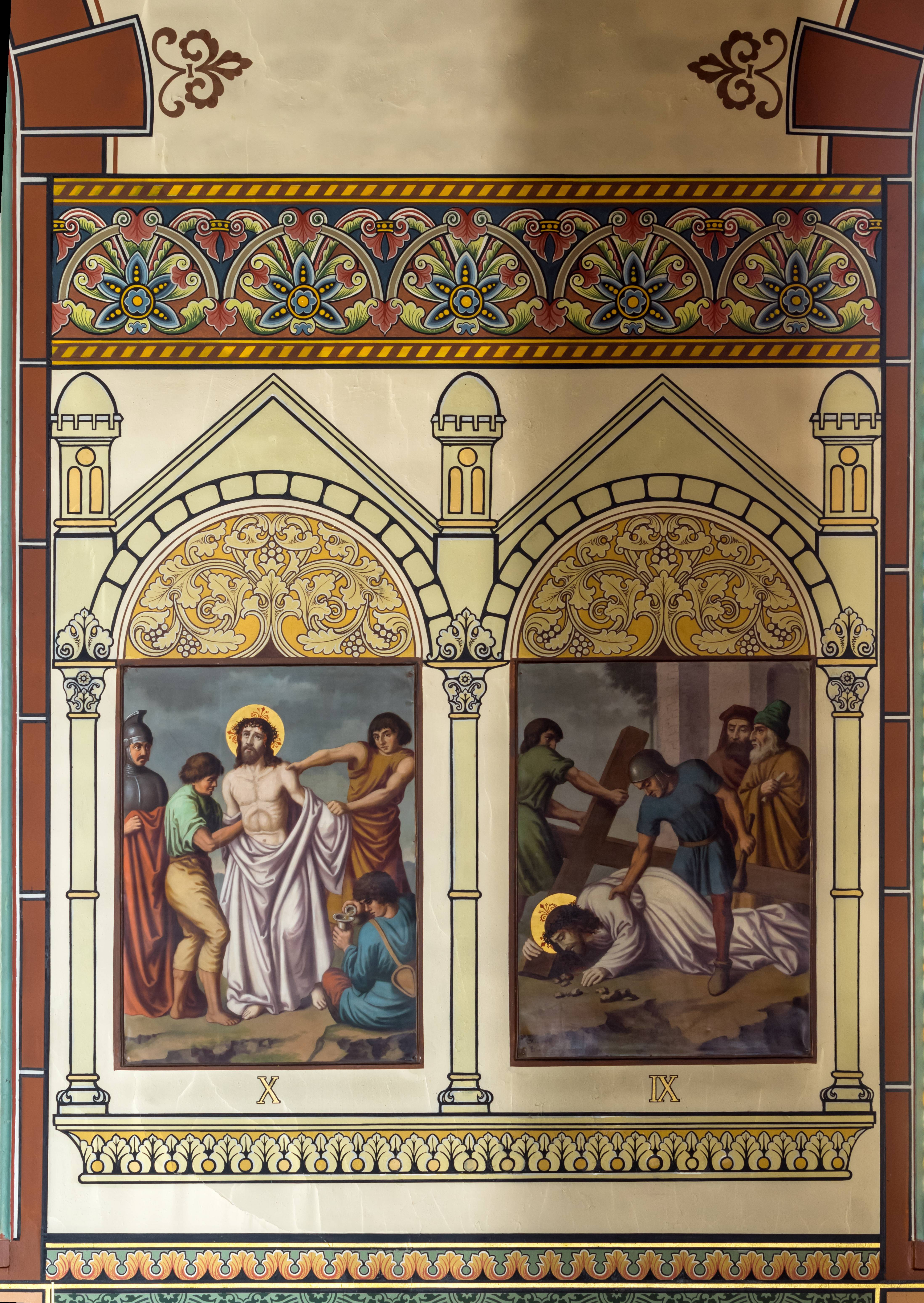
Kreuzwegstationen: Jesus wird seiner Kleider beraubt (X) und Jesus fällt zum dritten Mal unter dem Kreuz (IX)

Zwischen den Fenstern der Seitenschiffe befindet sich an den Wänden eine Serie von Kreuzwegstationen. Jede dieser Stationen, die ebenfalls auf Simmler zurückgehen, wird gekrönt von einem Tympanon in einem Wimperg. Sie beginnen nach dem ersten Fenster ebenfalls links von Chor und Seitenaltar und haben damit dieselbe Leserichtung wie die Credo-Artikel. Nach drei Zweiergruppen, die sich zwischen jeweils zwei Fenstern befinden, folgt auf beiden Seiten eine einzelne Kreuzwegstation vor dem vorletzten Fenster, sodass alle 14 Stationen Platz haben.

#### Fenster
Sieben der zwölf Bleiglasfenster in den Seitenschiffen sind figürlich gestaltet. Anhand ihrer Entstehungsjahre und ihrer Ähnlichkeit ist ersichtlich, dass jeweils zwei Fenster etwa zur gleichen Zeit gestiftet wurden.
Die ältesten Fenster befinden sich bei den Seitenaltären. Sie zeigen im linken Seitenschiff, wie Anna im Beisein von Joachim Maria das Lesen lehrt und im rechten Franziskus beim Empfangen seiner Wundmale. Sie wurden 1899 von Helmle & Merzweiler aus Freiburg geschaffen und gehen auf Entwürfe des dort tätigen Karl Jennes zurück. Das Franziskus-Fenster wurde 1899 von Mitgliedern des Dritten Ordens der Franziskaner gestiftet, das andere von Anna Frei, geborene Glunk, Ehefrau des Kaufmanns Heinrich Frei.
Es folgt jeweils ein nur ornamental bemaltes Fenster. Danach sind Darstellungen der Enthauptung der heiligen Barbara durch ihren Vater im linken und der Taufe Jesu im Jordan durch Johannes den Täufer im rechten Seitenschiff zu sehen. Diese beiden Fenster wurden 1914 von Protz und Ehret aus Freiburg gestaltet und „zur Ehre Gottes“ von I. Buttler gestiftet.
Während im rechten Seitenschiff wieder ein Ornament-Fenster folgt, befindet sich im südlichen Seitenschiff das jüngste der Kirchenfenster. Es zeigt St. Martin, der seinen Mantel mit dem Armen teilt und enthält weitere Darstellungen im unteren Bereich, in diesem Fall die Taufe von St. Martin sowie Paulus von Theben, auf den der Paulinerorden zurückgeht, zusammen mit einem weiteren Greis, der mit Andreas beschriftet ist. Es wurde 1938, also kurz vor Ausbruch des Zweiten Weltkriegs, von der Familie Martin Duttlinger aus dem Ortsteil Steinasäge gestiftet, nachdem deren 18-jähriger Sohn Martin im Jahr 1927 bei Köln im Rhein ertrunken war.
Protz und Ehret schufen auch die beiden folgenden Fenster, die von Bonndorfern im Gedenken an ihre im Ersten Weltkrieg gefallenen Söhne gestiftet wurden: 1916 entstand die Darstellung Der Tod des heiligen Josef links, in deren unterem Drittel Soldaten des Deutschen Kaiserreichs am Grab eines Kameraden sowie ein Feldgottesdienst zu sehen sind. Dieses Fenster wurde von Pauline Glunk geborene Berger gestiftet, nachdem ihr Sohn Edwin Glunk am 12. Juni 1916 an der Westfront gefallen war. Am 17. September 1918 fiel Fridolin Kech in/bei Le Cateau, dem seine Mutter und seine Schwester noch im selben Jahr das andere Fenster im rechten Seitenschiff stifteten. Der obere Teil zeigt, wie Gläubige den heiligen Fridolin um Fürsprache bei Gott zum Schutz für ihre Heimat Bonndorf bitten, deutlich erkennbar an der abgebildeten Kirche und einer Frau in Schwarzwälder Tracht. Im unteren Teil des Fensters befinden sich zwei Darstellungen von Feldarbeit mit den Bildunterschriften „DIE FRAUEN IM FELDE“ und „IEDES TVT DAS SEINE“.
Die verbleibenden beiden Fenster befinden sich auf Höhe der Empore und zeigen wieder Ornament-Malereien.

### Rückwand

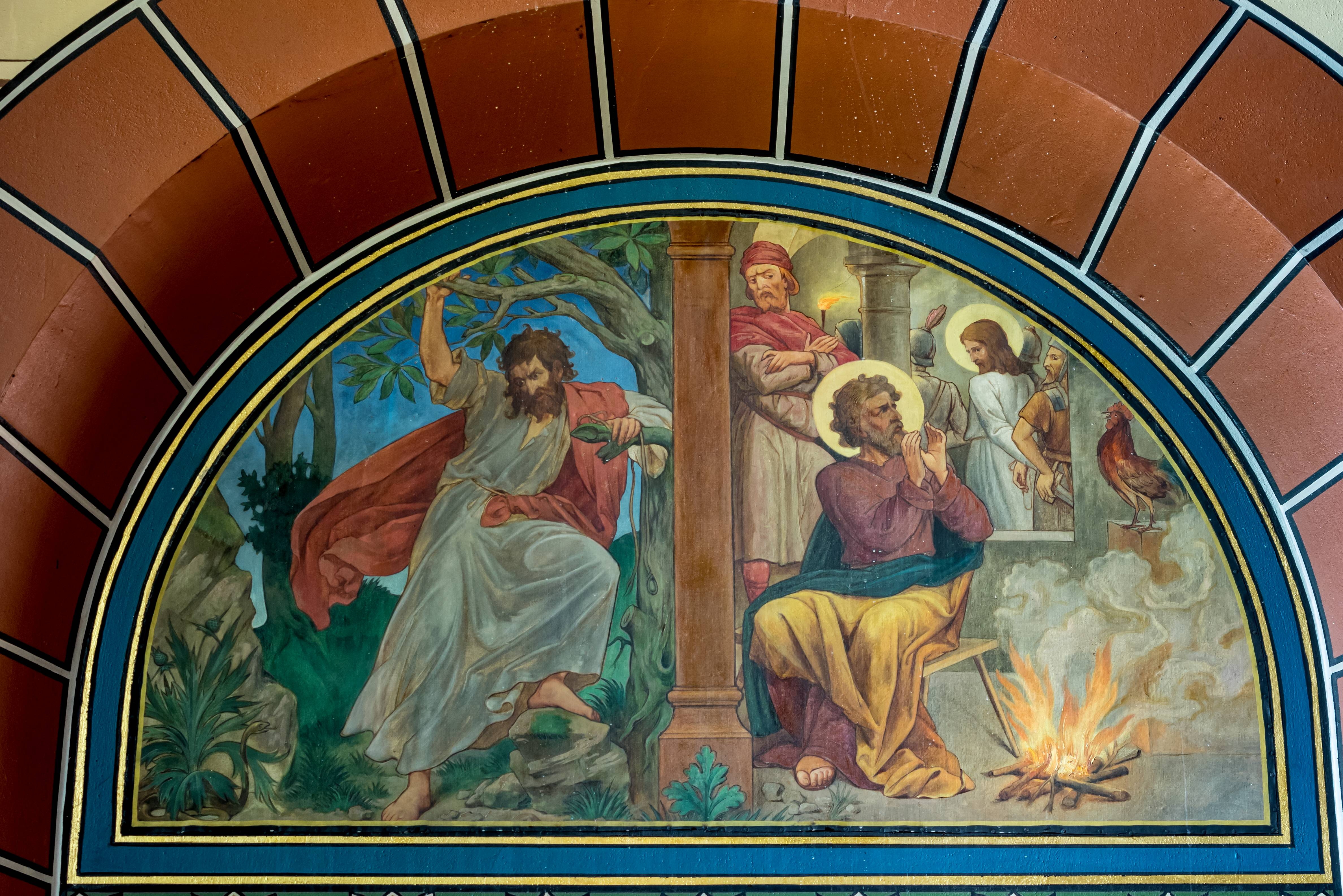
Falsche und echte Reue: Judas und Petrus

Die drei Bilder an der Ostwand der Kirche mit dem Thema Buße stammen aus der Zeit der Simmlerschen Ausmalung und passen zu den beiden Beichtstühlen, die sich dort einst befanden. Auf der, vom Altar aus gesehen, linken Seite stehen auf zwei Tafeln an einem Kruzifix 92 Namen von Opfern des Zweiten Weltkriegs, die die Pfarrgemeinde zu beklagen hatte. Die Lünettenmalerei über dem Kreuz ist durch einen Pfosten in zwei Teile geteilt und thematisiert den Begriff der Reue am Beispiel von Judas Iskariot und Petrus. Sie beide haben Jesus verraten, wobei die Reue Judas in den Selbstmord trieb – Baum und Strick weisen darauf hin – und Petrus, nach dem Verrat Jesu vor dem Hohen Rat und dem Krähen des Hahnes, zurück zu Jesus führte.
Auf der rechten Seite ist die Sünderin zu sehen, die Jesus die Füße bei seinem Besuch bei Simon von Bethanien wäscht (Lk 7,37–50 ). In der Mitte über dem Eingangsportal ist die Heimkehr des verlorenen Sohnes dargestellt. An der Rückwand hängt je ein Bild von Maria und Joseph. Darunter führen Türen an der Turmseite nach außen. Die rechte Tür, unterhalb von Maria, führt zusätzlich über eine Wendeltreppe auf die Empore, auf den Dachboden des Seitenschiffs und auf den Turm. Der Treppenschacht links des Turmes ist leer und auf Höhe der Empore mit einer Zwischendecke unterteilt. Von dort erfolgt der Zugang mit einer Leiter auf den Speicher des anderen Seitenschiffs.
In der Rückwand der Empore befindet sich ein ornamental verziertes Fenster, das 1895 ebenfalls von Helmle & Merzweiler geschaffen wurde. Hinter dem vergleichsweise großen Fenster liegt, begrenzt rechts durch die Wendeltreppe und links durch den Treppenschacht ohne Treppe, die Läutestube des Turms, in der früher auch der Blasebalgtreter seine Tätigkeit verrichtete. An dieser Seite des Fensters ist vom Kirchenschiff aus horizontal ein Vorhang zu erkennen, der im Zweiten Weltkrieg benutzt wurde, um die Kirche während des Gottesdienstes zu verdunkeln und zu verhindern, dass das Licht durch die beiden großen Rundbogenfenster der Turmfassade nach außen drang.

### Orgel

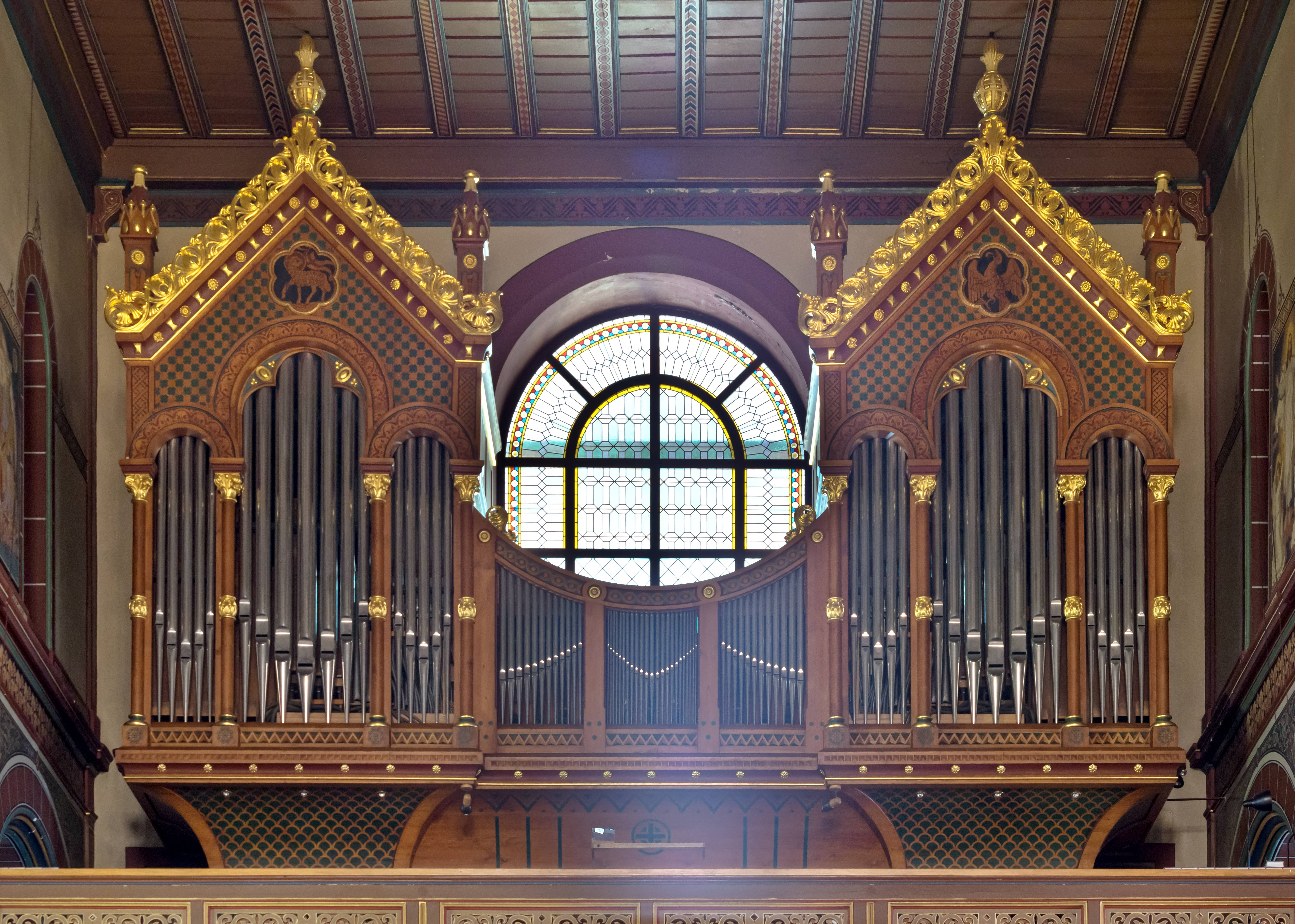
Orgel, dahinter verziertes Rundbogenfenster mit Verdunklungsvorhang

Die erste Orgel baute 1853 Konrad Albiez aus Unteralpfen. Als Konrad Albiez 1878 starb, übernahm ab 1879 Wilhelm Schwarz aus Überlingen die Pflege der Orgel. Wilhelm Schwarz & Sohn baute 1908 eine neue Orgel mit 26 Registern, wobei das Gehäuse von Simmler geliefert wurde. Die Orgel hatte pneumatische Kegelladen, wodurch der Spieltisch an der Seite der Empore aufgestellt werden konnte.
1984 wurde die Orgel durch das Unternehmen Freiburger Orgelbau grundlegend saniert, umgebaut und erweitert. Die neue Orgel hat 32 Register, Schleifladen mit mechanischer Spieltraktur, elektrischer Registratur und einen freistehenden neuen Spieltisch. 17 Register konnten aus dem noch vorhandenen Pfeifenbestand von Albiez und Schwarz, davon die Holzpfeifen komplett, übernommen werden. Ebenso wurde das Simmlersche Gehäuse übernommen, das durch Anbringung von Dächern, Seitenwänden und einem Schwellkasten für das II. Manual zu einem Vollgehäuse ergänzt wurde. In den beiden großen Außentürmen steht das Hauptwerk, dahinter das Pedalwerk, diatonisch aufgeteilt. In der Mitte, hinter dem niedrigen dreiteiligen Rundbogenfeld, befindet sich das Schwellwerk. Dieses wurde 2014 um eine durchkoppelnde Suboktavkoppel ergänzt. Zudem wurden alle Pfeifen mit der erweiterten stilistischen Kompetenz nachintoniert.
Disposition:
| I Hauptwerk C–g3 |               |         |
| 1.               | Bourdon       | 16′     |
| 2.               | Prinzipal     | 08′     |
| 3.               | Großgedackt   | 08′     |
| 4.               | Gemshorn      | 08′     |
| 5.               | Oktave        | 04′     |
| 6.               | Kleingedeckt  | 04′     |
| 7.               | Oktave        | 02′     |
| 8.               | Großmixtur IV | 0 2 ⁄3′ |
| 9.               | Scharf III    | 01′     |
| 10.              | Cornet V      | 08′     |
| 11.              | Trompete      | 08′     |

| II Schwellwerk C–g3 |               |         |
| 12.                 | Hellprinzipal | 08′     |
| 13.                 | Gedecktflöte  | 08′     |
| 14.                 | Saliconal     | 08′     |
| 15.                 | Voix céleste  | 08′     |
| 16.                 | Weitprinzipal | 04′     |
| 17.                 | Spillflöte    | 04′     |
| 18.                 | Nazard        | 02 ⁄3′  |
| 19.                 | Flageolett    | 02′     |
| 20.                 | Terz          | 01 3⁄5′ |
| 21.                 | Larigot       | 01 ⁄3′  |
| 22.                 | Sifflet       | 01′     |
| 23.                 | Acuta III     | 01′     |
| 24.                 | Metalldulcien | 16′     |
| 25.                 | Hautbois      | 08′     |
|                     | Tremulant     |         |

| Pedalwerk c–f1 |               |        |
| 26.            | Subbass       | 16′    |
| 27.            | Oktavbass     | 08′    |
| 28.            | Spitzflöte    | 08′    |
| 29.            | Holzpraestant | 04′    |
| 30.            | Mixturbass IV | 02 ⁄3′ |
| 31.            | Posaune       | 16′    |
| 32.            | Trompetbass   | 08′    |

- Spieltraktur: mechanisch
- Registratur: elektrisch

### Glocken
Beim Brand der Pfarrkirche 1842 wurde auch das Geläut zerstört, so dass 1849 durch die Glockengießerei Karl Rosenlächer in Konstanz ein neues vierstimmiges Geläut gegossen wurde. Das Bronzegeläut hängt in einem aus zwei Gefachen bestehenden Holzglockenstuhl. Die Glocken tragen neben religiösen Texten geschichtliche Informationen zum einstigen Kloster, zur Kirche und zur Säkularisation. Im Ersten Weltkrieg blieb das Geläut als vorzügliches Erzeugnis deutscher Gießerkunst erhalten. Im Zweiten Weltkrieg wurden im August 1942 die große und die beiden kleinen Glocken im Rahmen der Metallspende vom Turm genommen. Da die große Glocke nicht durch die Turmöffnung passte, zerschlug man diese am 25. August 1942 in zwei Hälften.
Nach dem Krieg lagen die beiden kleinen Glocken auf dem Glockenfriedhof in Hamburg und fanden im Januar und Juli 1948 wieder den Weg zurück auf den Turm. Für die zerschlagene große Glocke wurde am 12. Oktober 1949 bei der Benjamin Grüninger Söhne Villingen im Werk Neu-Ulm eine neue gegossen. In Durchmesser, Masse und Schlagton entspricht sie ihrer Vorgängerin, auf der Petrus und Paulus abgebildet waren und die die folgende Inschrift trug: „Zu euren Freuden jauchze ich – zu euren Tränen traure ich. Ob froh, ob trauernd tönt mein Klang, ertönt Jehovas Lobgesang.“ Die neue Glocke verweist auf die Zerstörung ihrer Vorgängerin.
Johannes Wittekind, der Glockeninspektor des Erzbistums Freiburg, bezeichnet den Klangcharakter des Geläuts als sehr eigenwillig, aber durchaus reizvoll. Zur Tiefe hin wirke es fundiert und abgerundet. Zudem sei das hell und festlich erklingende Terzett (Dur-Sext-Akkord) der Glocken 2, 3 und 4 das umfangreichste und klangschönste Geläut Rosenlächers in Baden.
Zum Ende des Jahres 2022 zeigten sich an dem seit 170 Jahren unveränderten Glockenstuhl und an den Glockenjochen im Bereich der Jochzapfen und der Lagerung so gravierende Verschleißerscheinungen, dass zunächst eine und kurz darauf drei Glocken stillgelegt werden mussten. Das Geläut wurde daher im Februar 2023 bis auf den Stundenschlag stillgelegt.
| 1 Petrusglocke | 1 Petrusglocke              |
| --- | --------------------------- |
| Gussjahr | 1949                        |
| Gießer | Benjamin Grüninger, Neu-Ulm |
| Durchmesser | 132,5 cm                    |
| Masse | 1500 kg                     |
| Schlagton | es′-1                       |
| Bildmotiv | Petrus                      |
| Inschrift |                             |
| Du bist Petrus der Fels auf den ich meine Kirche baue. Mt. 16.18 Am 18. Juli 1842 brannte die alte Kirche ab. 1849 war die neue vollendet. Am 25.8.1942 wurde die alte Glocke für Kriegszwecke auf dem Turm zerschlagen. (Schlaginschrift: „Mich goss Meister Benjamin Grüninger Villingen – Neu Ulm 1949“) |                             |

| 2 Marienglocke | 2 Marienglocke             |
| --- | -------------------------- |
| Gussjahr | 1849                       |
| Gießer | Karl Rosenlächer, Konstanz |
| Durchmesser | 105 cm                     |
| Masse | 700 kg                     |
| Schlagton | g′-4                       |
| Bildmotiv | Maria Verkündigung         |
| Inschrift |                            |
| Wenn Gott für uns ist, wer vermag wieder uns zu seyn. Röm. 8.31 Selig sind die todten, die im Herrn sterben. Offb: 14:13 Gegrüsset seist Maria, voll der Gnaden, der Herr ist mit dir. Luc. 1.18 (Schlaginschrift: „Das Aerar baut Pfarrhof und Kirche ohne Frohnden von der Gemeinde. Es unterhält alle Einrichtungen. Karl Rosenlächer in Konstanz 1849“) |                            |

| 3 Heilandsglocke | 3 Heilandsglocke              |
| --- | ----------------------------- |
| Gussjahr | 1849                          |
| Gießer | Karl Rosenlächer, Konstanz    |
| Durchmesser | 88 cm                         |
| Masse | 380 kg                        |
| Schlagton | b′-2                          |
| Bildmotiv | Christus im Kreis von Kindern |
| Inschrift |                               |
| Kommet zu mir Alle, die ihr mühselig und beladen seid, ich will Euch erquicken. Math: 11.18 Lasset die Kleinen zu mir kommen denn ihnen ist das Himmelreich Math: 19.14 (Schlaginschrift: „Das Grosherzoglich Badische Aerar erhielt alle Besizungen des Klosters. Karl Rosenlächer in Konstanz 1849“) |                               |

| 4 Engelsglocke | 4 Engelsglocke             |
| --- | -------------------------- |
| Gussjahr | 1849                       |
| Gießer | Karl Rosenlächer, Konstanz |
| Durchmesser | 66 cm                      |
| Masse | 150 kg                     |
| Schlagton | es′'+4                     |
| Bildmotiv | Engel mit Posaune          |
| Inschrift |                            |
| Ehre sei Gott in der Höhe und Friede den Menschen auf Erden, die eines guten Willens sind. Luc. 2.14 (Schlaginschrift: „Das Pauliner Kloster wurde im Jahr 1402 gegründet, u. im Jahr 1807 aufgehoben. Karl Rosenlächer in Konstanz 1849“) |                            |

## Rezeption
Das vermutlich negativste Urteil über den ursprünglichen Kirchenbau stammt von Pfarrer Honold. Er schrieb am 6. April 1886 an das badische Finanzministerium:

„Wenn man die hiesige Kirche betritt, so findet man sich durch die öde Leere, die sich dem Auge darbietet, förmlich zurückgestoßen …, da sie eher einem geleerten Magasin oder einer verwahrlosten Eisenbahnhalle gleichsieht .. es kommt unwillkührlich die Thräne in das Auge, namentlich wenn man daran denkt, was heutzutage in Wartsälen und Musikhallen, in Restaurationen und Turnhallen auf die innere Ausstattung verwendet wird. Betritt man die Kirche, so fällt, von oben angefangen, sofort die flache, grauangestrichene Holzdecke ins Auge, so armselig, wie man sie in einem ordentlichen Bürgerhause etwa in der Hausflur antrifft … In unserer Kirche sind, wahrscheinlich nach einem früheren Plane, im Lichtgaden des Mittelschiffs 12 Fenster angebracht. Diese Fenster sind seit 1849 (!) mit Brettern zugenagelt. <…> Im Mittelschiff sind wegen der hohen weitgesprengten Säulenbogen, Fenster, Lisenen und Friese keine großen Flächen. Man könnte also hier Dekorations- und Ornamentmalerei anbringen. Dagegen sind im Chor und in den Seitenschiffen herrliche Malflächen. Diese sämtlichen Wände waren ehemals getüncht mit lichtgelbem Oker – der bekannten Küchenfarbe – und verziert mit äußerst schlichten Lisenen und Laubfriesen etc. Jetzt ist alles verblaßt und hellgrau.“

Im Brief an das Erzbischöfliche Ordinariat Freiburg fügte er hinzu, dass die Seitenaltäre derart ärmlich seien, dass ein weitgereister Maler diese als Milchkästen bezeichnet habe. Bei der Restaurierung der 1970er-Jahre stellte man fest, dass die ursprüngliche Wandbehandlung, die Honold an eine verwahrloste Eisenbahnhalle erinnerte, im Wesentlichen aus einer Quadermalerei bestanden hatte.
Franz Baer vom Erzbischöflichen Bauamt kritisiert in seinem Gutachten von 1887 oder 1889 zur Renovierung den „entschieden zu nieder gerathenen Oberteil des Portalthurmes“, „die im Inneren angedeutete, aber nicht wirklich zur Ausführung gekommene Anlage der Fenster des Mittelschiffs“ und die Gewölbebildung, die „mit Rücksicht auf decorative Behandlung durchaus keine glückliche zu nennen“ sei. Die Stilformen der Kirche erinnerten an jene, die Hübsch und seine Schüler vorzugsweise bei Kirchenbauten angewandt hätten, eine Mischung von altchristlichen antikisierenden mit früh-romanischen Motiven. Spitzbart ergänzt, dass Berckmüller hierbei auf seinen Entwurf für eine evangelische Kirche zurückgreifen konnte, dabei jedoch deutliche Abstriche machen und daher auf Doppeltürme und kostbare Innenausstattung verzichten musste.
Das Finanzministerium lobte demgegenüber in seiner Darstellung Berckmüller als „hervorragenden Architekten“, der eine „wohlgelungene“ Kirche erbaut habe. Weiter wird jedoch zugegeben, dass das an sich schon einfache Innere durch einen „fehlerhaft gewordenen“ Verputz aus „weißer Tünche“ unansehnlich geworden sei.
Durch die Bemühungen Honolds und die Arbeit Simmlers konnte schließlich jedoch eine „ganz ungewöhnlich reiche, einheitliche innere Ausstattung [geschaffen werden], welche eines der charakteristischsten und qualitätvollsten Gesamtkunstwerke dieser Zeit in der ganzen Umgebung darstellt.“ Hans Jakob Wörner attestiert Honold großen Einfluss auf die Konzeption der Innenausstattung und sieht in ihm denjenigen, der den „imponierenden“ Bilderzyklus aufgestellt hat. Er habe nicht nur seine Zeit und seine „nimmermüde Energie“, sondern auch sein Privatvermögen dem Ziel geopfert, eine möglichst reiche, qualitätvolle und würdige Ausstattung des Gotteshauses zu erreichen. Honold und Simmler ist es nach Auffassung von Judith und Hans Jakob Wörner gelungen, mit dem Inneren von St. Peter und Paul ein Gesamtkunstwerk zu schaffen, in dem Architektur, Malerei und Skulptur hervorragend stimmungsvoll zusammenwirken.